# Олимпийские спортсмены из России на зимних Олимпийских играх 2018
Олимпийские спортсмены из России (англ. Olympic Athletes from Russia,  сокр. OAR, рус. ОСР; неофициальное русское название: Олимпийские атлеты из России, сокр. ОАР) принимали участие в большинстве видов спорта на зимних Олимпийских играх 2018 года. По итогам заседания МОК, которое состоялось 5 декабря 2017 года, было принято решение отстранить Олимпийский комитет России от участия в зимних Олимпийских играх в связи с обвинениями в систематическом применении допинга. Российские спортсмены выступали в Пхёнчхане под нейтральным флагом при соблюдении определённых условий, выдвинутых МОК. При этом в официальных протоколах они были указаны как олимпийские спортсмены из России (Olympic Athlete from Russia). 25 января 2018 года Олимпийский комитет России опубликовал список из 169 спортсменов, которые будут выступать в 15 олимпийских дисциплинах. Несколько спортсменов подавали в Федеральный суд Швейцарии коллективный иск против МОК в связи с недопуском на Олимпиаду, но он был отклонён. 1 февраля 2018 года Спортивный арбитражный суд подтвердил оправданность запрета на участие в Олимпиаде для 11 спортсменов, но отменил решение об их пожизненной дисквалификации. МОК тем не менее отказался приглашать на игры 15 из 28 оправданных арбитражем спортсменов. 6 февраля 2018 года в спортивный арбитражный суд была подана коллективная апелляция ещё от 32 спортсменов, которая была отклонена.
Руководитель делегации олимпийских спортсменов из России — вице-президент Олимпийского комитета России Станислав Поздняков.

## Медали

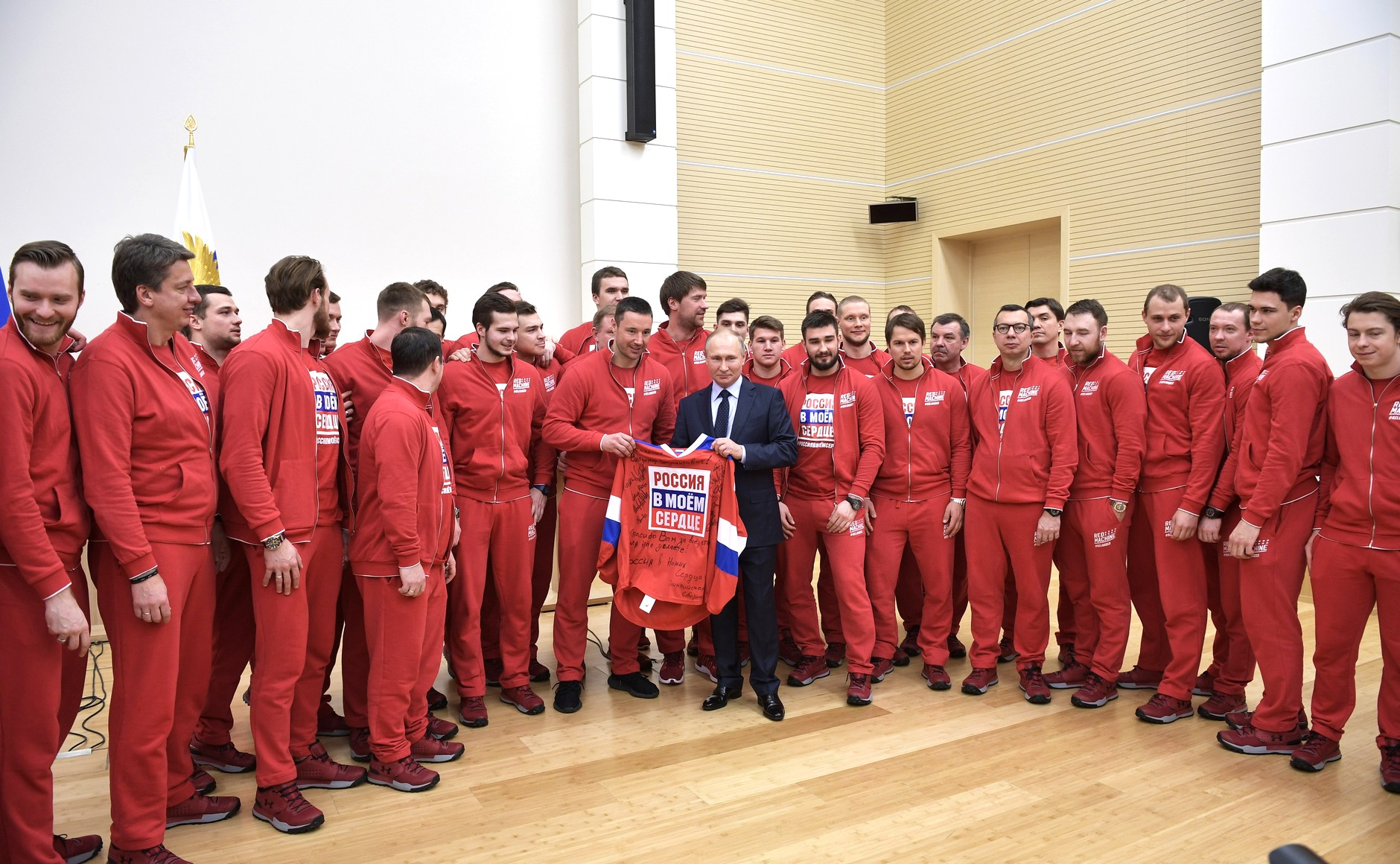
Чемпион Олимпийских игр -
Мужская сборная по хоккею с шайбой, 31 января 2018 года

| Золото  | |                                                |            |
| №       | Спортсмены | Вид спорта (дисциплина)                        | Дата       |
| 1       | Алина Загитова | Фигурное катание (одиночное катание, женщины)  | 23 февраля |

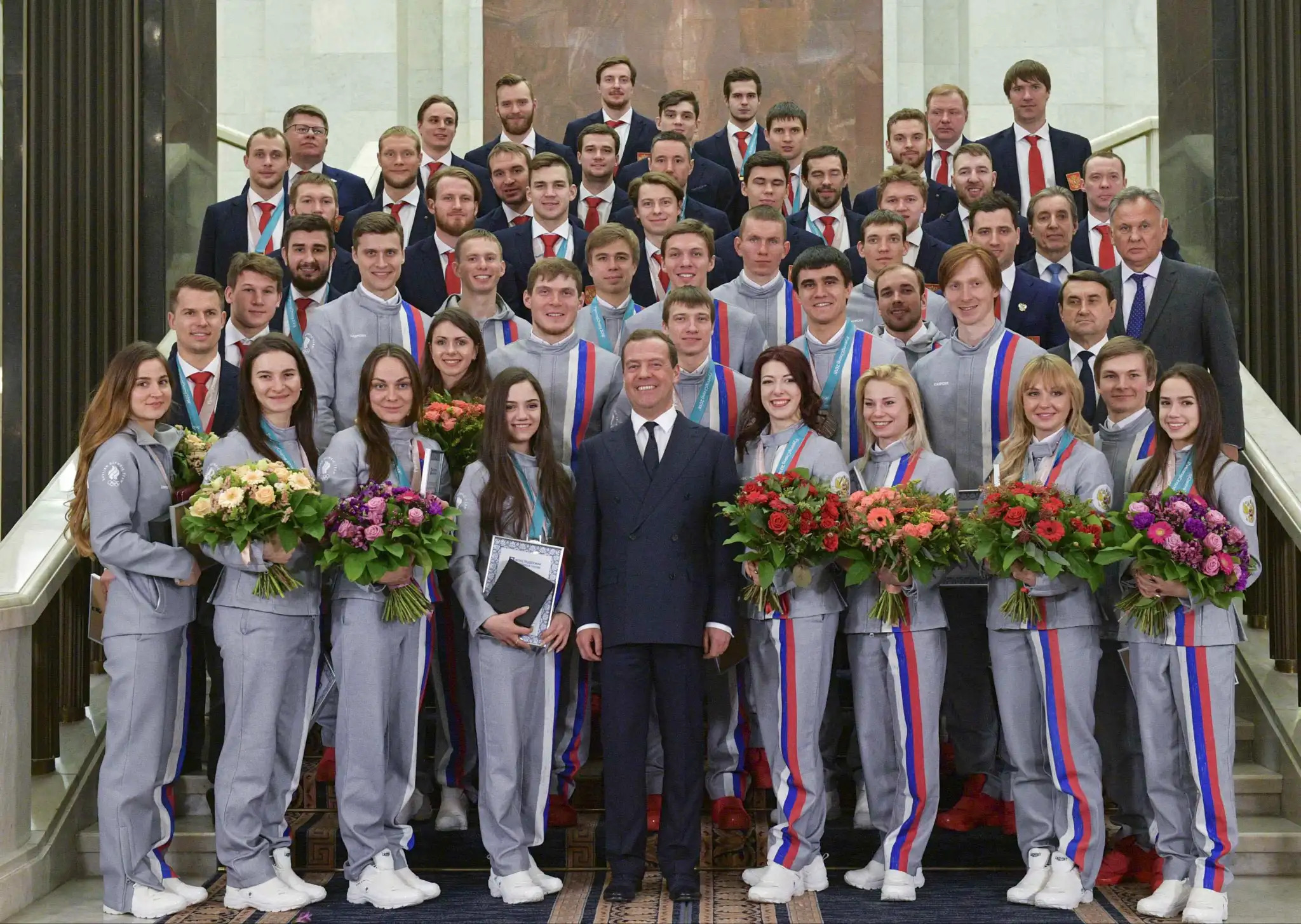
Российские спортсмены — победители и призёры Олимпийских игр с председателем Правительства Дмитрием Медведевым. Москва, Дом правительства, 28 февраля 2018 года

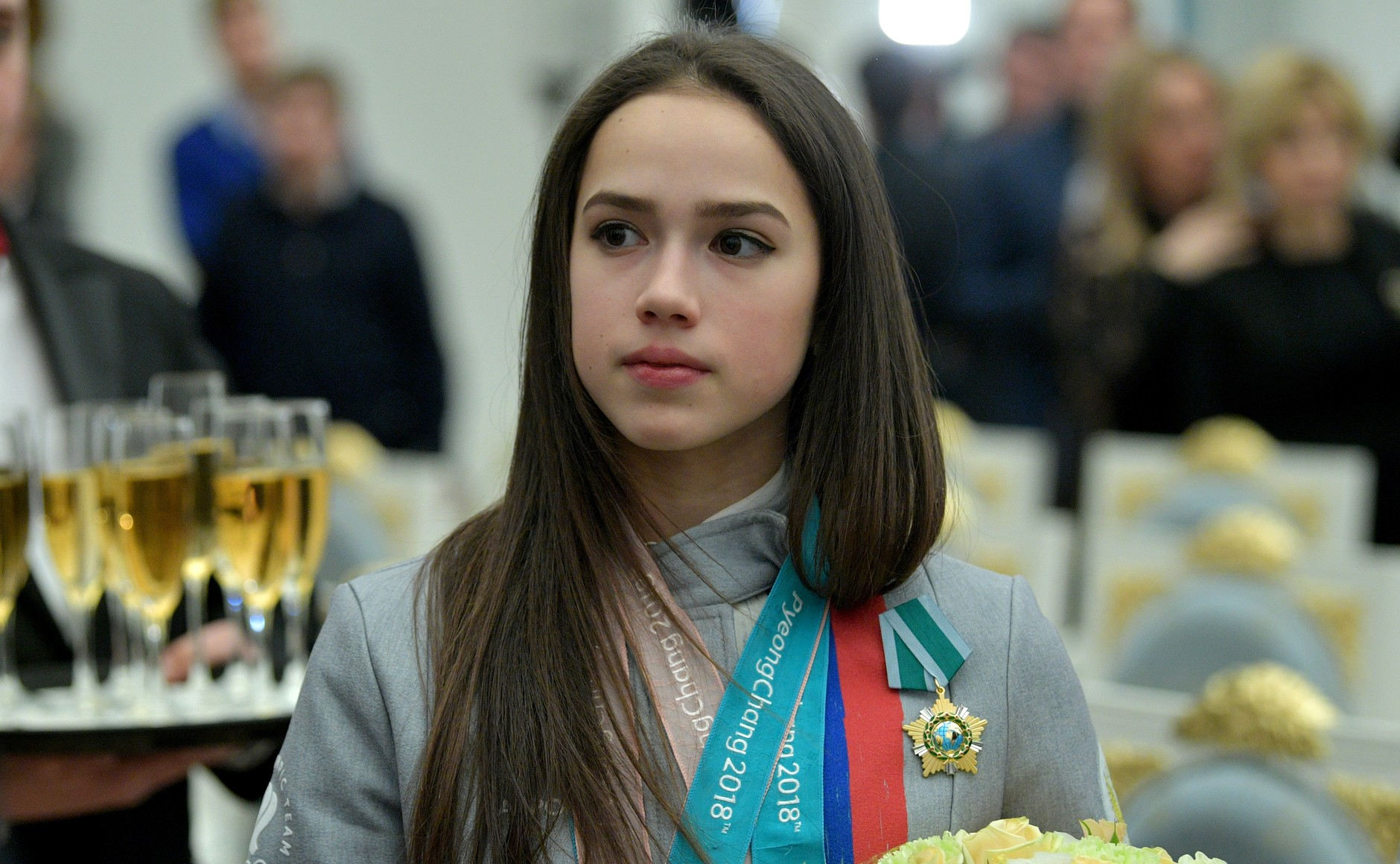
Олимпийская чемпионка по фигурному катанию Алина Загитова
после церемонии награждения орденом Дружбы.
Москва, Кремль, 28 февраля 2018 года

| 2       | Мужская сборная по хоккею с шайбой Сергей Андронов Александр Барабанов Вячеслав Войнов Владислав Гавриков Михаил Григоренко Никита Гусев Павел Дацюк Артём Зуб Андрей Зубарев Илья Каблуков Сергей Калинин Кирилл Капризов Богдан Киселевич Илья Ковальчук Василий Кошечкин Алексей Марченко Сергей Мозякин Никита Нестеров Николай Прохоркин Илья Сорокин Иван Телегин Игорь Шестёркин Вадим Шипачёв Сергей Широков Егор Яковлев | Хоккей (мужчины)                               | 25 февраля |
| Серебро | |                                                |            |
| №       | Спортсмены | Вид спорта (дисциплина)                        | Дата       |
| 1       | Михаил Коляда Евгения Медведева Алина Загитова Евгения Тарасова / Владимир Морозов Наталья Забияко / Александр Энберт Екатерина Боброва / Дмитрий Соловьёв | Фигурное катание (командные соревнования)      | 12 февраля |
| 2       | Никита Трегубов | Скелетон (мужчины)                             | 16 февраля |
| 3       | Андрей Ларьков Александр Большунов Алексей Червоткин Денис Спицов | Лыжные гонки (эстафета 4×10 км, мужчины)       | 18 февраля |
| 4       | Денис Спицов Александр Большунов | Лыжные гонки (командный спринт, мужчины)       | 21 февраля |
| 5       | Евгения Медведева | Фигурное катание (одиночное катание, женщины)  | 23 февраля |
| 6       | Александр Большунов | Лыжные гонки (масс-старт на 50 км, мужчины)    | 24 февраля |
| Бронза  | |                                                |            |
| №       | Спортсмены | Вид спорта (дисциплина)                        | Дата       |
| 1       | Семён Елистратов | Шорт-трек (1500 метров, мужчины)               | 10 февраля |
| 2       | Александр Большунов | Лыжные гонки (спринт, мужчины)                 | 13 февраля |
| 3       | Юлия Белорукова | Лыжные гонки (спринт, женщины)                 | 13 февраля |
| 4       | Наталья Воронина | Конькобежный спорт (5000 метров, женщины)      | 16 февраля |
| 5       | Денис Спицов | Лыжные гонки (15 км свободным стилем, мужчины) | 16 февраля |
| 6       | Наталья Непряева Юлия Белорукова Анастасия Седова Анна Нечаевская | Лыжные гонки (эстафета 4×5 км, женщины)        | 17 февраля |
| 7       | Илья Буров | Фристайл (акробатика, мужчины)                 | 18 февраля |
| 8       | Сергей Ридзик | Фристайл (ски-кросс, мужчины)                  | 21 февраля |
| 9       | Андрей Ларьков | Лыжные гонки (масс-старт на 50 км, мужчины)    | 24 февраля |

| Медали по дням | Медали по дням | Медали по дням | Медали по дням | Медали по дням | Медали по дням | Медали по дням |
| -------------- | -------------- | -------------- | -------------- | -------------- | -------------- | -------------- |
| День           | Дата           | 1              | 2              | 3              | Итого          |                |
| День 1         | 10 февраля     | 0              | 0              | 1              | 1              |                |
| День 2         | 11 февраля     | 0              | 0              | 0              | 0              |                |
| День 3         | 12 февраля     | 0              | 1              | 0              | 1              |                |
| День 4         | 13 февраля     | 0              | 0              | 2              | 2              |                |
| День 5         | 14 февраля     | 0              | 0              | 0              | 0              |                |
| День 6         | 15 февраля     | 0              | 0              | 0              | 0              |                |
| День 7         | 16 февраля     | 0              | 1              | 2              | 3              |                |
| День 8         | 17 февраля     | 0              | 0              | 1              | 1              |                |
| День 9         | 18 февраля     | 0              | 1              | 1              | 2              |                |
| День 10        | 19 февраля     | 0              | 0              | 0              | 0              |                |
| День 11        | 20 февраля     | 0              | 0              | 0              | 0              |                |
| День 12        | 21 февраля     | 0              | 1              | 1              | 2              |                |
| День 13        | 22 февраля     | 0              | 0              | 0              | 0              |                |
| День 14        | 23 февраля     | 1              | 1              | 0              | 2              |                |
| День 15        | 24 февраля     | 0              | 1              | 1              | 2              |                |
| День 16        | 25 февраля     | 1              | 0              | 0              | 1              |                |
| Всего          | Всего          | 2              | 6              | 9              | 17             |                |

| Медали по видам спорта | Медали по видам спорта | Медали по видам спорта | Медали по видам спорта | Медали по видам спорта |
| ---------------------- | ---------------------- | ---------------------- | ---------------------- | ---------------------- |
| Вид спорта             | 1                      | 2                      | 3                      | Итого                  |
| Конькобежный спорт     | 0                      | 0                      | 1                      | 1                      |
| Лыжные гонки           | 0                      | 3                      | 5                      | 8                      |
| Скелетон               | 0                      | 1                      | 0                      | 1                      |
| Фигурное катание       | 1                      | 2                      | 0                      | 3                      |
| Фристайл               | 0                      | 0                      | 2                      | 2                      |
| Хоккей                 | 1                      | 0                      | 0                      | 1                      |
| Шорт-трек              | 0                      | 0                      | 1                      | 1                      |
| Всего                  | 2                      | 6                      | 9                      | 17                     |

## Состав сборной
Биатлон
1. Антон Бабиков
2. Матвей Елисеев
3. Татьяна Акимова
4. Ульяна Кайшева

 Бобслей
1. Максим Андрианов
2. Алексей Зайцев
3. Василий Кондратенко
4. Руслан Самитов
5. Юрий Селихов
6. Алексей Стульнев
7. Юлия Беломестных
8. Анастасия Кочержова
9. Александра Родионова
10. Надежда Сергеева

 Горнолыжный спорт
1. Иван Кузнецов
2. Павел Трихичев
3. Александр Хорошилов
4. Анастасия Силантьева
5. Екатерина Ткаченко

 Кёрлинг
1. Александр Крушельницкий
2. Галина Арсенькина
3. Анастасия Брызгалова
4. Ульяна Васильева
5. Юлия Гузиёва
6. Виктория Моисеева
7. Юлия Портунова

 Конькобежный спорт
1. Сергей Трофимов
2. Наталья Воронина
3. Ангелина Голикова

 Лыжное двоеборье
1. Эрнест Яхин

 Лыжные гонки
1. Александр Большунов
2. Алексей Виценко
3. Андрей Ларьков
4. Андрей Мельниченко
5. Александр Панжинский
6. Денис Спицов
7. Алексей Червоткин
8. Юлия Белорукова
9. Алиса Жамбалова
10. Наталья Непряева
11. Анна Нечаевская
12. Анастасия Седова

 Прыжки на лыжах с трамплина
1. Евгений Климов
2. Денис Корнилов
3. Михаил Назаров
4. Алексей Ромашов
5. Ирина Аввакумова
6. Анастасия Баранникова
7. Александра Кустова
8. Софья Тихонова

 Санный спорт
1. Владислав Антонов
2. Андрей Богданов
3. Александр Денисьев
4. Андрей Медведев
5. Семён Павличенко
6. Роман Репилов
7. Степан Фёдоров
8. Екатерина Батурина

 Скелетон
1. Владислав Марченков
2. Никита Трегубов

 Сноуборд
1. Никита Автанеев
2. Вик Уайлд
3. Даниил Дильман
4. Дмитрий Логинов
5. Антон Мамаев
6. Николай Олюнин
7. Дмитрий Сарсембаев
8. Андрей Соболев
9. Владислав Хадарин
10. Милена Быкова
11. Мария Васильцова
12. Алёна Заварзина
13. Кристина Пауль
14. Наталья Соболева
15. Екатерина Тудегешева
16. Софья Фёдорова

 Фигурное катание
1. Дмитрий Алиев
2. Джонатан Гурейро
3. Михаил Коляда
4. Владимир Морозов
5. Алексей Рогонов
6. Дмитрий Соловьёв
7. Александр Энберт
8. Кристина Астахова
9. Екатерина Боброва
10. Наталья Забияко
11. Алина Загитова
12. Тиффани Загорски
13. Евгения Медведева
14. Мария Сотскова
15. Евгения Тарасова

 Фристайл
1. Илья Буров
2. Максим Буров
3. Семён Денщиков
4. Егор Коротков
5. Павел Кротов
6. Станислав Никитин
7. Игорь Омелин
8. Сергей Ридзик
9. Александр Смышляев
10. Павел Чупа
11. Алина Гриднева
12. Валерия Демидова
13. Виктория Завадовская
14. Любовь Никитина
15. Александра Орлова
16. Марика Пертахия
17. Лана Прусакова
18. Регина Рахимова
19. Кристина Спиридонова
20. Екатерина Столярова
21. Анастасия Таталина
22. Анастасия Чирцова

 Хоккей
1. Сергей Андронов
2. Александр Барабанов
3. Вячеслав Войнов
4. Владислав Гавриков
5. Михаил Григоренко
6. Никита Гусев
7. Павел Дацюк
8. Артём Зуб
9. Андрей Зубарев
10. Илья Каблуков
11. Сергей Калинин
12. Кирилл Капризов
13. Богдан Киселевич
14. Илья Ковальчук
15. Василий Кошечкин
16. Алексей Марченко
17. Сергей Мозякин
18. Никита Нестеров
19. Николай Прохоркин
20. Илья Сорокин
21. Иван Телегин
22. Игорь Шестёркин
23. Вадим Шипачев
24. Сергей Широков
25. Егор Яковлев
26. Надежда Александрова
27. Мария Баталова
28. Людмила Белякова
29. Лиана Ганеева
30. Ангелина Гончаренко
31. Елена Дергачёва
32. Евгения Дюпина
33. Фануза Кадирова
34. Диана Канаева
35. Виктория Кулишова
36. Екатерина Лихачёва
37. Екатерина Лобова
38. Надежда Морозова
39. Екатерина Николаева
40. Валерия Павлова
41. Нина Пирогова
42. Екатерина Смолина
43. Ольга Сосина
44. Алёна Старовойтова
45. Валерия Тараканова
46. Светлана Ткачёва
47. Анна Шохина
48. Алевтина Штарёва

 Шорт-трек
1. Семён Елистратов
2. Павел Ситников
3. Александр Шульгинов
4. Екатерина Ефременкова
5. Екатерина Константинова
6. Эмина Малагич
7. Софья Просвирнова

## Результаты соревнований

### Биатлон
Большинство олимпийских лицензий на Игры 2018 года были распределены по результатам выступления стран в зачёт Кубка наций в рамках Кубка мира 2016/2017. По его результатам мужская сборная России заняла 3-е место, благодаря чему заработала 6 олимпийских лицензий, а женская сборная, занявшая 7-е место получила право заявить для участия в соревнованиях 5 спортсменок. При этом в одной дисциплине страна может выставить не более четырёх биатлонистов. Однако вместо 11 спортсменов было допущено только 4.
Мужчины
| Соревнование         | Спортсмены     | Стрельба | Время   | Отставание | Место |
| -------------------- | -------------- | -------- | ------- | ---------- | ----- |
| спринт               | Антон Бабиков  | 3+1      | 25:48,5 | +2:09,7    | 57    |
| спринт               | Матвей Елисеев | 3+2      | 26:59,3 | +3:20,5    | 83    |
| гонка преследования  | Антон Бабиков  | 1+1+2+0  | 37:21,8 | +4:30,1    | 40    |
| индивидуальная гонка | Антон Бабиков  | 0+0+1+0  | 50:08,0 | +2:04,2    | 16    |
| индивидуальная гонка | Матвей Елисеев | 0+2+0+1  | 51:07,1 | +3:03,3    | 28    |

Женщины
| Соревнование         | Спортсмены      | Стрельба | Время   | Отставание | Место |
| -------------------- | --------------- | -------- | ------- | ---------- | ----- |
| спринт               | Татьяна Акимова | 0+0      | 22:24,2 | +1:18,0    | 20    |
| спринт               | Ульяна Кайшева  | 1+1      | 22:58,5 | +1:52,3    | 33    |
| гонка преследования  | Татьяна Акимова | 1+1+0+2  | 33:50,8 | +3:15,5    | 31    |
| гонка преследования  | Ульяна Кайшева  | 0+2+2+1  | 36:33,6 | +5:58,3    | 52    |
| индивидуальная гонка | Татьяна Акимова | 0+1+0+1  | 44:17,6 | +3:10,4    | 15    |
| индивидуальная гонка | Ульяна Кайшева  | 0+2+0+0  | 44:47,9 | +3:40,7    | 24    |
| масс-старт           | Татьяна Акимова | 0+0+5+1  | 41:32,4 | +6:09,4    | 30    |

Смешанная эстафета
| Соревнование       | Спортсмены                                                  | Стрельба                             | Время                                     | Отставание                            | Место      |
| ------------------ | ----------------------------------------------------------- | ------------------------------------ | ----------------------------------------- | ------------------------------------- | ---------- |
| смешанная эстафета | Ульяна Кайшева Татьяна Акимова Антон Бабиков Матвей Елисеев | 0+10 0+2+0+1 0+0+0+1 0+1+0+1 0+3+0+1 | 1:10:49,1 16:20,9 16:41,9 18:16,9 19:29,4 | +2:14,8 +36,8 +1:14,2 +1:16,4 +2:14,8 | 9 12 9 8 9 |

### Бобслей

#### Бобслей
Квалификация спортсменов для участия в Олимпийских играх осуществлялась на основании рейтинга IBSF (англ. IBSF Ranking) по состоянию на 14 января 2018 года. По его результатам российские бобслеисты завоевали по две олимпийские лицензии в каждой из дисциплин.
Мужчины
| Соревнование | Спортсмены                                                         | 1 заезд   | 1 заезд | 2 заезд   | 2 заезд | 3 заезд   | 3 заезд | 4 заезд               | 4 заезд               | Итоговый результат | Отставание | Итоговое место |
| Соревнование | Спортсмены                                                         | Результат | Место   | Результат | Место   | Результат | Место   | Результат             | Место                 | Итоговый результат | Отставание | Итоговое место |
| ------------ | ------------------------------------------------------------------ | --------- | ------- | --------- | ------- | --------- | ------- | --------------------- | --------------------- | ------------------ | ---------- | -------------- |
| двойки       | Алексей Стульнев Василий Кондратенко                               | 49,77     | 19      | 49,99     | 20      | 49,74     | 20      | 49,87                 | 20                    | 3:19,37            | +2,51      | 20             |
| двойки       | Максим Андрианов Юрий Селихов                                      | 50,27     | 28      | 50,58     | 29      | 49,98     | 26      | завершили выступление | завершили выступление | 2:30,83            | 2:30,83    | 29             |
| четвёрки     | Максим Андрианов Алексей Зайцев Василий Кондратенко Руслан Самитов | 49,43     | 18      | 49,39     | 12      | 49,56     | 15      | 49,56                 | 4                     | 3:17,94            | +2,09      | 15             |

Женщины
| Соревнование | Спортсмены                            | 1 заезд   | 1 заезд | 2 заезд   | 2 заезд | 3 заезд   | 3 заезд | 4 заезд   | 4 заезд | Итоговый результат | Отставание | Итоговое место |
| Соревнование | Спортсмены                            | Результат | Место   | Результат | Место   | Результат | Место   | Результат | Место   | Итоговый результат | Отставание | Итоговое место |
| ------------ | ------------------------------------- | --------- | ------- | --------- | ------- | --------- | ------- | --------- | ------- | ------------------ | ---------- | -------------- |
| двойки       | Надежда Сергеева Анастасия Кочержова  | 51,01     | 10      | 51,49     | 18      | 51,29     | 12      | 51,37     | 14      | 3:25,16            | +2,71      | 12             |
| двойки       | Александра Родионова Юлия Беломестных | 51,29     | 18      | 51,47     | 17      | 51,41     | 15      | 51,55     | 18      | 3:25,72            | +3,27      | 17             |

#### Скелетон
Квалификация спортсменов для участия в Олимпийских играх осуществлялась на основании рейтинга IBSF (англ. IBSF Ranking) по состоянию на 14 января 2018 года. По его результатам российские спортсмены стали обладателями трёх олимпийских квот у мужчин и двух у женщин.
Мужчины
| Соревнование | Спортсмены          | 1 заезд   | 1 заезд | 2 заезд   | 2 заезд | 3 заезд   | 3 заезд | 4 заезд   | 4 заезд | Итоговый результат | Отставание | Итоговое место |
| Соревнование | Спортсмены          | Результат | Место   | Результат | Место   | Результат | Место   | Результат | Место   | Итоговый результат | Отставание | Итоговое место |
| ------------ | ------------------- | --------- | ------- | --------- | ------- | --------- | ------- | --------- | ------- | ------------------ | ---------- | -------------- |
| мужчины      | Никита Трегубов     | 50,59     | 2       | 50,50     | 4       | 50,53     | 5       | 50,56     | 2       | 3:22,18            | +1,23      | 2              |
| мужчины      | Владислав Марченков | 51,27     | 15      | 51,49     | 20      | 51,05     | 13      | 51,37     | 15      | 3:25,18            | +4,23      | 15             |

### Кёрлинг

#### Женщины
Олимпийскую лицензию в женском кёрлинге сборная России получила, заняв по результатам последних двух чемпионатов мира итоговое 2-е место.
Состав
| Четвёртый         | Третий           | Второй            | Ведущий      | Запасной       |
| ----------------- | ---------------- | ----------------- | ------------ | -------------- |
| Виктория Моисеева | Ульяна Васильева | Галина Арсенькина | Юлия Гузиёва | Юлия Портунова |

| Место | Команда          | В | П | КЗ | КП | ВЭ | ПЭ | ОЭ | УЭ | ППД |
| ----- | ---------------- | - | - | -- | -- | -- | -- | -- | -- | --- |
| 1     | Республика Корея | 8 | 1 | 75 | 44 | 41 | 34 | 5  | 15 | 79% |
| 2     | Швеция           | 7 | 2 | 64 | 48 | 42 | 34 | 14 | 13 | 83% |
| 3     | Великобритания   | 6 | 3 | 61 | 56 | 39 | 38 | 12 | 6  | 79% |
| 4     | Япония           | 5 | 4 | 59 | 55 | 38 | 36 | 10 | 13 | 75% |
| 5     | Китай            | 4 | 5 | 57 | 65 | 35 | 38 | 12 | 5  | 78% |
| 6     | Канада           | 4 | 5 | 68 | 59 | 40 | 36 | 10 | 12 | 81% |
| 7     | США              | 4 | 5 | 60 | 55 | 34 | 37 | 12 | 7  | 78% |
| 8     | Швейцария        | 4 | 5 | 56 | 65 | 38 | 39 | 7  | 6  | 78% |
| 9     | ОСР              | 2 | 7 | 45 | 76 | 34 | 40 | 8  | 6  | 76% |
| 10    | Дания            | 1 | 8 | 50 | 72 | 32 | 41 | 10 | 6  | 73% |

Результаты
Время местное (UTC+9).

| Площадка B     | 1 | 2 | 3 | 4 | 5 | 6 | 7 | 8 | 9 | 10 | Всего |
| ОСР            | 0 | 1 | 0 | 0 | 2 | 0 | 0 | X | X | X  | 3     |
| Великобритания | 3 | 0 | 2 | 1 | 0 | 0 | 4 | X | X | X  | 10    |

| Площадка D | 1 | 2 | 3 | 4 | 5 | 6 | 7 | 8 | 9 | 10 | 11 | Всего |
| Швеция     | 0 | 0 | 0 | 0 | 1 | 0 | 1 | 0 | 2 | 0  | 1  | 5     |
| ОСР        | 0 | 0 | 0 | 1 | 0 | 1 | 0 | 1 | 0 | 1  | 0  | 4     |

| Площадка A | 1 | 2 | 3 | 4 | 5 | 6 | 7 | 8 | 9 | 10 | Всего |
| ОСР        | 1 | 0 | 2 | 0 | 1 | 0 | 0 | 1 | 0 | Х  | 5     |
| Япония     | 0 | 2 | 0 | 2 | 0 | 1 | 3 | 0 | 2 | Х  | 10    |

| Площадка B | 1 | 2 | 3 | 4 | 5 | 6 | 7 | 8 | 9 | 10 | Всего |
| Дания      | 0 | 0 | 0 | 2 | 0 | 2 | 0 | 0 | 3 | 0  | 7     |
| ОСР        | 0 | 1 | 1 | 0 | 3 | 0 | 1 | 1 | 0 | 1  | 8     |

| Площадка C | 1 | 2 | 3 | 4 | 5 | 6 | 7 | 8 | 9 | 10 | Всего |
| ОСР        | 4 | 0 | 1 | 0 | 0 | 0 | 2 | 1 | 0 | 0  | 8     |
| Канада     | 0 | 2 | 0 | 2 | 1 | 1 | 0 | 0 | 2 | 1  | 9     |

| Площадка C | 1 | 2 | 3 | 4 | 5 | 6 | 7 | 8 | 9 | 10 | 11 | Всего |
| Китай      | 0 | 2 | 1 | 0 | 0 | 1 | 0 | 2 | 0 | 0  | 0  | 6     |
| ОСР        | 1 | 0 | 0 | 2 | 0 | 0 | 1 | 0 | 0 | 2  | 1  | 7     |

| Площадка B | 1 | 2 | 3 | 4 | 5 | 6 | 7 | 8 | 9 | 10 | 11 | Всего |
| ОСР        | 0 | 2 | 0 | 0 | 1 | 1 | 0 | 1 | 0 | 1  | 0  | 6     |
| США        | 1 | 0 | 2 | 1 | 0 | 0 | 1 | 0 | 1 | 0  | 1  | 7     |

| Площадка D | 1 | 2 | 3 | 4 | 5 | 6 | 7 | 8 | 9 | 10 | Всего |
| ОСР        | 0 | 1 | 0 | 0 | 0 | 1 | 0 | X | X | X  | 2     |
| Швейцария  | 0 | 0 | 3 | 2 | 2 | 0 | 4 | X | X | X  | 11    |

| Площадка A       | 1 | 2 | 3 | 4 | 5 | 6 | 7 | 8 | 9 | 10 | Всего |
| Республика Корея | 3 | 3 | 3 | 0 | 2 | 0 | X | X | X | X  | 11    |
| ОСР              | 0 | 0 | 0 | 1 | 0 | 1 | X | X | X | X  | 2     |

Итог: по результатам соревнований женская сборная Олимпийских спортсменов из России заняла 9-е место.

#### Смешанные пары
Соревнования среди смешанных пар дебютируют в программе зимних Олимпийских игр. Олимпийскую лицензию в соревновании смешанных пар сборная России получила, заняв по результатам последних двух чемпионатов мира итоговое 3-е место.
Состав
| Мужчина                 | Женщина              |
| ----------------------- | -------------------- |
| Александр Крушельницкий | Анастасия Брызгалова |

| Место | Команда          | В | П | КЗ | КП | ВЭ | ПЭ | ОЭ | УЭ | ППД |
| ----- | ---------------- | - | - | -- | -- | -- | -- | -- | -- | --- |
| 1     | Канада           | 6 | 1 | 52 | 26 | 29 | 20 | 0  | 9  | 80% |
| 2     | Швейцария        | 5 | 2 | 45 | 33 | 29 | 26 | 0  | 10 | 72% |
| 3     | ОСР              | 4 | 3 | 36 | 44 | 26 | 27 | 1  | 7  | 67% |
| 4     | Китай            | 4 | 3 | 47 | 42 | 27 | 27 | 1  | 6  | 72% |
| 5     | Норвегия         | 4 | 3 | 39 | 43 | 26 | 25 | 1  | 8  | 74% |
| 6     | Республика Корея | 2 | 5 | 42 | 47 | 26 | 26 | 1  | 7  | 70% |
| 7     | США              | 2 | 5 | 37 | 43 | 26 | 25 | 0  | 9  | 74% |
| 8     | Финляндия        | 1 | 6 | 35 | 53 | 23 | 29 | 0  | 6  | 66% |

Результаты
Время местное (UTC+9).

| Площадка A | 1 | 2 | 3 | 4 | 5 | 6 | 7 | 8 | Всего |
| США        | 3 | 0 | 1 | 1 | 2 | 0 | 2 | X | 9     |
| ОСР        | 0 | 2 | 0 | 0 | 0 | 1 | 0 | X | 3     |

| Площадка D | 1 | 2 | 3 | 4 | 5 | 6 | 7 | 8 | Всего |
| ОСР        | 0 | 0 | 4 | 0 | 1 | 2 | 0 | X | 7     |
| Финляндия  | 2 | 1 | 0 | 1 | 0 | 0 | 1 | X | 5     |

| Площадка D       | 1 | 2 | 3 | 4 | 5 | 6 | 7 | 8 | 9 | Всего |
| Республика Корея | 1 | 0 | 1 | 0 | 0 | 1 | 0 | 2 | 0 | 5     |
| ОСР              | 0 | 1 | 0 | 2 | 1 | 0 | 1 | 0 | 1 | 6     |

| Площадка C | 1 | 2 | 3 | 4 | 5 | 6 | 7 | 8 | Всего |
| Швейцария  | 0 | 2 | 0 | 0 | 2 | 2 | 0 | 3 | 9     |
| ОСР        | 2 | 0 | 4 | 1 | 0 | 0 | 1 | 0 | 8     |

| Площадка C | 1 | 2 | 3 | 4 | 5 | 6 | 7 | 8 | Всего |
| ОСР        | 0 | 1 | 0 | 1 | 1 | 0 | 0 | 1 | 4     |
| Норвегия   | 0 | 0 | 1 | 0 | 0 | 1 | 1 | 0 | 3     |

| Площадка B | 1 | 2 | 3 | 4 | 5 | 6 | 7 | 8 | 9 | Всего |
| Китай      | 0 | 0 | 0 | 3 | 0 | 0 | 1 | 1 | 0 | 5     |
| ОСР        | 1 | 1 | 1 | 0 | 1 | 1 | 0 | 0 | 1 | 6     |

| Площадка A | 1 | 2 | 3 | 4 | 5 | 6 | 7 | 8 | Всего |
| ОСР        | 0 | 0 | 1 | 0 | 1 | 0 | X | X | 2     |
| Канада     | 3 | 1 | 0 | 2 | 0 | 2 | X | X | 8     |

Полуфинал
12 февраля, 20:05 (UTC+9)
| Площадка C | 1 | 2 | 3 | 4 | 5 | 6 | 7 | 8 | Всего |
| ОСР        | 0 | 2 | 0 | 0 | 2 | 1 | 0 | 0 | 5     |
| Швейцария  | 2 | 0 | 1 | 1 | 0 | 0 | 2 | 1 | 7     |

Матч за 3-е место
13 февраля, 09:05 (UTC+9)
| Площадка B | 1 | 2 | 3 | 4 | 5 | 6 | 7 | 8 | Всего |
| ОСР        | 2 | 1 | 0 | 2 | 0 | 1 | 1 | 1 | L     |
| Норвегия   | 0 | 0 | 2 | 0 | 2 | 0 | 0 | 0 | W     |

Итог: Сборная ОСР по кёрлингу в турнире смешанных пар была дисквалифицирована за обнаруженный у партнёра допинг .

### Коньковые виды спорта

#### Конькобежный спорт
По сравнению с прошлыми Играми в программе конькобежного спорта произошёл ряд изменений. Были добавлены соревнвнования в масс-старте, где спортсменам необходимо будет преодолеть 16 кругов, с тремя промежуточными финишами, набранные очки на которых помогут в распределении мест, начиная с 4-го. Также впервые с 1994 года конькобежцы будут бежать дистанцию 500 метров только один раз. Распределение квот происходило по итогам первых четырёх этапов Кубка мира. По их результатам был сформирован сводный квалификационный список, согласно которому российские спортсмены получили право выступить на всех дистанциях за исключением мужской гонки преследования.
После отстранения Олимпийского комитета России каждому конькобежцу необходимо было получить индивидуальное приглашение от Международного олимпийского комитета. По итогам рассмотрения дел до участия в Играх было допущено всего 4 спортсмена, среди которых не оказалось лидеров мирового сезона Павла Кулижникова и Дениса Юскова. 30 января стало известно, что бронзовый призёр Игр 2014 года Ольга Граф приняла решение отказаться от права участия в Играх, поскольку из-за отстранения ряда спортсменок сборная не сможет выступить в командной гонке преследования.
Мужчины
 Индивидуальные гонки
| Соревнование | Спортсмены      | Результат | Отставание | Место |
| ------------ | --------------- | --------- | ---------- | ----- |
| 1500 метров  | Сергей Трофимов | 1:46,69   | +2,68      | 18    |

Женщины
 Индивидуальные гонки
| Соревнование | Спортсмены        | Результат | Отставание | Место |
| ------------ | ----------------- | --------- | ---------- | ----- |
| 500 метров   | Ангелина Голикова | 37,62     | +0,68      | 7     |
| 1000 метров  | Ангелина Голикова | 1:16,85   | +3,29      | 22    |
| 3000 метров  | Наталья Воронина  | 4:05,85   | +6,64      | 10    |
| 5000 метров  | Наталья Воронина  | 6:53,98   | +3,75      | 3     |

#### Фигурное катание
Большинство олимпийских лицензий на Игры 2018 года были распределены по результатам выступления спортсменов в рамках чемпионата мира 2017 года. По его результатам сборная России завоевала максимальное количество лицензий в женском и парном катании, и только по две у мужчин и в танцах на льду. Также сборная России получила право выступить в командных соревнованиях. 21 января были объявлены имена фигуристов, которые представят сборную на Олимпийских играх.
| Соревнование              | Спортсмены                           | Короткая программа | Короткая программа | Произвольная программа | Произвольная программа | Всего        | Всего |
| Соревнование              | Спортсмены                           | Сумма баллов       | Место              | Сумма баллов           | Место                  | Сумма баллов | Место |
| ------------------------- | ------------------------------------ | ------------------ | ------------------ | ---------------------- | ---------------------- | ------------ | ----- |
| мужское одиночное катание | Дмитрий Алиев                        | 98,98              | 5                  | 168,53                 | 13                     | 267,51       | 7     |
| мужское одиночное катание | Михаил Коляда                        | 86,69              | 8                  | 177,56                 | 7                      | 264,25       | 8     |
| женское одиночное катание | Алина Загитова                       | 82,92 WR           | 1                  | 156,65                 | 2                      | 239,57       | 1     |
| женское одиночное катание | Евгения Медведева                    | 81,61 WR           | 2                  | 156,65                 | 1                      | 238,26       | 2     |
| женское одиночное катание | Мария Сотскова                       | 63,86              | 12                 | 134,24                 | 7                      | 198,10       | 8     |
| парное катание            | Евгения Тарасова / Владимир Морозов  | 81,68              | 2                  | 143,25                 | 4                      | 224,93       | 4     |
| парное катание            | Наталья Забияко / Александр Энберт   | 74,35              | 8                  | 138,53                 | 7                      | 212,88       | 7     |
| парное катание            | Кристина Астахова / Алексей Рогонов  | 70,52              | 10                 | 123,93                 | 13                     | 194,45       | 12    |
| танцы на льду             | Екатерина Боброва / Дмитрий Соловьёв | 75,47              | 6                  | 111,45                 | 4                      | 186,92       | 5     |
| танцы на льду             | Тиффани Загорски / Джонатан Гурейро  | 66,47              | 13                 | 95,77                  | 14                     | 162,24       | 13    |

Командные соревнования
| Соревнование           | Спортсмены | Короткая программа     | Короткая программа          | Короткая программа       | Короткая программа      | Произвольная программа   | Произвольная программа    | Произвольная программа   | Произвольная программа   | Всего     | Всего |
| Соревнование           | Спортсмены | Мужчины                | Женщины                     | Пары                     | Танцы                   | Мужчины                  | Женщины                   | Пары                     | Танцы                    | Результат | Место |
| ---------------------- | --- | ---------------------- | --------------------------- | ------------------------ | ----------------------- | ------------------------ | ------------------------- | ------------------------ | ------------------------ | --------- | ----- |
| командные соревнования | Михаил Коляда Евгения Медведева (КП) Алина Загитова (ПП) Евгения Тарасова / Владимир Морозов (КП) Наталья Забияко / Александр Энберт (ПП) Екатерина Боброва / Дмитрий Соловьёв | 74,36 8-е место 3 очка | 81,06 WR 1-е место 10 очков | 80,92 1-е место 10 очков | 74,76 3-е место 8 очков | 173,57 2-е место 9 очков | 158,08 1-е место 10 очков | 133,28 3-е место 8 очков | 110,43 3-е место 8 очков | 66        | 2     |

#### Шорт-трек
Квалификация на зимние Олимпийские игры в шорт-треке проходила по результатам четырёх этапов Кубка мира 2017/2018. По итогам этих турниров был сформирован олимпийский квалификационный лист, согласно которому сборная России попала в число восьми сильнейших в эстафетном зачёте, как у мужчин, так и у женщин. Благодаря этому спортсмены-олимпийцы из России получили возможность заявить для участия в Играх по 5 спортсменов.
Мужчины
| Соревнование | Спортсмены          | Отборочный раунд | Отборочный раунд | Отборочный раунд | Четвертьфинал        | Четвертьфинал        | Четвертьфинал        | Полуфинал            | Полуфинал            | Полуфинал            | Финал                | Финал                | Итоговое место |
| Соревнование | Спортсмены          | Забег            | Результат        | Место            | Забег                | Результат            | Место                | Забег                | Результат            | Место                | Результат            | Место                | Итоговое место |
| ------------ | ------------------- | ---------------- | ---------------- | ---------------- | -------------------- | -------------------- | -------------------- | -------------------- | -------------------- | -------------------- | -------------------- | -------------------- | -------------- |
| 500 метров   | Александр Шульгинов | 5                | 40,585           | 2 Q              | 1                    | 54,498               | 4                    | завершил выступление | завершил выступление | завершил выступление | завершил выступление | завершил выступление | 15             |
| 500 метров   | Семён Елистратов    | 8                | 40,829           | 3                | завершил выступление | завершил выступление | завершил выступление | завершил выступление | завершил выступление | завершил выступление | завершил выступление | завершил выступление | 20             |
| 500 метров   | Павел Ситников      | 6                | PEN              | —                | завершил выступление | завершил выступление | завершил выступление | завершил выступление | завершил выступление | завершил выступление | завершил выступление | завершил выступление | —              |
| 1000 метров  | Семён Елистратов    | 3                | 1:23,979         | 2 Q              | 3                    | 1:23,893             | 1 Q                  | 1                    | 1:26,773             | 4 QB                 | Финал B              | Финал B              | 6              |
| 1000 метров  | Семён Елистратов    | 3                | 1:23,979         | 2 Q              | 3                    | 1:23,893             | 1 Q                  | 1                    | 1:26,773             | 4 QB                 | 1:27,621             | 2                    | 6              |
| 1000 метров  | Александр Шульгинов | 5                | 1:31,133         | 4                | завершил выступление | завершил выступление | завершил выступление | завершил выступление | завершил выступление | завершил выступление | завершил выступление | завершил выступление | 27             |
| 1000 метров  | Павел Ситников      | 8                | PEN              | —                | завершил выступление | завершил выступление | завершил выступление | завершил выступление | завершил выступление | завершил выступление | завершил выступление | завершил выступление | —              |
| 1500 метров  | Семён Елистратов    | 1                | 2:13,087         | 3 Q              | не проводится        | не проводится        | не проводится        | 1                    | 2:11,003             | 1 QA                 | 2:10,687             | 3                    | 3              |
| 1500 метров  | Павел Ситников      | 6                | 2:33,653         | 4                | не проводится        | не проводится        | не проводится        | завершил выступление | завершил выступление | завершил выступление | завершил выступление | завершил выступление | 27             |
| 1500 метров  | Александр Шульгинов | 5                | 2:19,308         | 6                | не проводится        | не проводится        | не проводится        | завершил выступление | завершил выступление | завершил выступление | завершил выступление | завершил выступление | 32             |

Женщины
| Соревнование | Спортсмены                                                                    | Отборочный раунд | Отборочный раунд | Отборочный раунд | Четвертьфинал         | Четвертьфинал         | Четвертьфинал         | Полуфинал             | Полуфинал             | Полуфинал             | Финал                 | Финал                 | Итоговое место |
| Соревнование | Спортсмены                                                                    | Забег            | Результат        | Место            | Забег                 | Результат             | Место                 | Забег                 | Результат             | Место                 | Результат             | Место                 | Итоговое место |
| ------------ | ----------------------------------------------------------------------------- | ---------------- | ---------------- | ---------------- | --------------------- | --------------------- | --------------------- | --------------------- | --------------------- | --------------------- | --------------------- | --------------------- | -------------- |
| 500 метров   | Софья Просвирнова                                                             | 3                | 43,376           | 1 Q              | 3                     | 43,466                | 1 Q                   | 1                     | 43,219                | 3 QB                  | Финал B               | Финал B               | 5              |
| 500 метров   | Софья Просвирнова                                                             | 3                | 43,376           | 1 Q              | 3                     | 43,466                | 1 Q                   | 1                     | 43,219                | 3 QB                  | без времени           |                       | 5              |
| 500 метров   | Эмина Малагич                                                                 | 8                | 56,808           | 3                | завершила выступление | завершила выступление | завершила выступление | завершила выступление | завершила выступление | завершила выступление | завершила выступление | завершила выступление | 23             |
| 1000 метров  | Екатерина Ефременкова                                                         | 3                | 1:29,598         | 2 Q              | 4                     | 1:29,466              | 3                     | завершила выступление | завершила выступление | завершила выступление | завершила выступление | завершила выступление | 10             |
| 1000 метров  | Софья Просвирнова                                                             | 6                | PEN              | —                | завершила выступление | завершила выступление | завершила выступление | завершила выступление | завершила выступление | завершила выступление | завершила выступление | завершила выступление | —              |
| 1500 метров  | Софья Просвирнова                                                             | 6                | 2:25,553         | 4                | не проводится         | не проводится         | не проводится         | завершила выступление | завершила выступление | завершила выступление | завершила выступление | завершила выступление | 21             |
| 1500 метров  | Екатерина Ефременкова                                                         | 3                | PEN              | —                | завершила выступление | завершила выступление | завершила выступление | завершила выступление | завершила выступление | завершила выступление | завершила выступление | завершила выступление | —              |
| эстафета     | Софья Просвирнова Екатерина Константинова Екатерина Ефременкова Эмина Малагич | не проводится    | не проводится    | не проводится    | не проводится         | не проводится         | не проводится         | 1                     | 4:21,973              | 4 QB                  | Финал B               | Финал B               | 5              |
| эстафета     | Софья Просвирнова Екатерина Константинова Екатерина Ефременкова Эмина Малагич | не проводится    | не проводится    | не проводится    | не проводится         | не проводится         | не проводится         | 1                     | 4:21,973              | 4 QB                  | 4:08,838              | 3                     | 5              |

### Лыжные виды спорта

#### Горнолыжный спорт
Квалификация спортсменов для участия в Олимпийских играх осуществлялась на основании специального квалификационного рейтинга FIS по состоянию на 21 января 2018 года. При этом НОК для участия в Олимпийских играх мог выбрать только того спортсмена, который вошёл в топ-500 олимпийского рейтинга в своей дисциплине, и при этом имел определённое количество очков, согласно квалификационной таблице. Страны, не имеющие участников в числе 500 сильнейших спортсменов, могли претендовать только на квоты категории B в технических дисциплинах. По итогам квалификационного отбора российские горнолыжники завоевали 5 олимпийских лицензий, 25 января был опубликован состав сборной.
Мужчины
| Соревнование      | Спортсмены          | Скоростной спуск/ 1 спуск | Скоростной спуск/ 1 спуск | Слалом/ 2 спуск | Слалом/ 2 спуск | Всего   | Отставание | Место |
| Соревнование      | Спортсмены          | Время                     | Место                     | Время           | Место           | Всего   | Отставание | Место |
| ----------------- | ------------------- | ------------------------- | ------------------------- | --------------- | --------------- | ------- | ---------- | ----- |
| комбинация        | Павел Трихичев      | DNF                       | DNF                       | DNF             | DNF             | DNF     | DNF        | DNF   |
| слалом            | Александр Хорошилов | 49,72                     | 21                        | 51,01           | 5               | 1:40,73 | +1,74      | 17    |
| слалом            | Иван Кузнецов       | DNF                       | DNF                       | DNF             | DNF             | DNF     | DNF        | DNF   |
| гигантский слалом | Иван Кузнецов       | DNF                       | DNF                       | DNF             | DNF             | DNF     | DNF        | DNF   |

Женщины
| Соревнование      | Спортсмены           | Скоростной спуск/ 1 спуск | Скоростной спуск/ 1 спуск | Слалом/ 2 спуск | Слалом/ 2 спуск | Всего   | Отставание | Место |
| Соревнование      | Спортсмены           | Время                     | Место                     | Время           | Место           | Всего   | Отставание | Место |
| ----------------- | -------------------- | ------------------------- | ------------------------- | --------------- | --------------- | ------- | ---------- | ----- |
| слалом            | Екатерина Ткаченко   | 53,22                     | 34                        | 53,33           | 33              | 1:46,55 | +7,92      | 32    |
| гигантский слалом | Анастасия Силантьева | 1:15,67                   | 32                        | 1:12,28         | 29              | 2:27,95 | +7,93      | 30    |

Командные соревнования
Командные соревнования в горнолыжном спорте дебютируют в программе Олимпийских игр. Состав сборной состоит из 4 спортсменов (2 мужчин и 2 женщин). Командные соревнования проводятся как параллельные соревнования с использованием ворот и флагов гигантского слалома. Победитель каждого индивидуального тура приносит 1 очко своей команде. При равном счёте каждая команда получает по одному очку. Если равный счёт имеет место в конце тура (2:2), команда с лучшим суммарным временем лучшей женщины и лучшего мужчины (или вторыми лучшими, если первые имеют равное время) выигрывает тур.
| Соревнование           | Спортсмены                                                                | 1/8 финала           | 1/4 финала            | Полуфинал             | Финал                 | Место |
| Соревнование           | Спортсмены                                                                | Соперник/ Результат  | Соперник/ Результат   | Соперник/ Результат   | Соперник/ Результат   | Место |
| ---------------------- | ------------------------------------------------------------------------- | -------------------- | --------------------- | --------------------- | --------------------- | ----- |
| командные соревнования | Екатерина Ткаченко Анастасия Силантьева Александр Хорошилов Иван Кузнецов | Норвегия (4) · П 0:4 | завершили выступление | завершили выступление | завершили выступление | 9     |

#### Лыжное двоеборье
Лыжное двоеборье остаётся единственной олимпийской дисциплиной в программе зимних Игр, в которой участвуют только мужчины. Квалификация спортсменов для участия в Олимпийских играх осуществлялась на основании специального квалификационного рейтинга FIS по состоянию на 21 января 2018 года. По итогам квалификационного отбора российские двоеборцы завоевали две олимпийские лицензии.
Мужчины
| Соревнование              | Спортсмены  | Прыжки с трамплина | Прыжки с трамплина | Лыжная гонка | Лыжная гонка | Лыжная гонка | Итоговое время | Место | Отставание |
| Соревнование              | Спортсмены  | Результат          | Место              | Гандикап     | Результат    | Место        | Итоговое время | Место | Отставание |
| ------------------------- | ----------- | ------------------ | ------------------ | ------------ | ------------ | ------------ | -------------- | ----- | ---------- |
| нормальный трамплин/10 км | Эрнест Яхин | 96,7               | 21                 | +2:16        | 26:18,3      | 43           | 28:34,3        | 38    | +3:42,9    |
| большой трамплин/10 км    | Эрнест Яхин | 114,1              | 15                 | +1:39        | 25:56,1      | 43           | 27:35,1        | 35    | +3:42,6    |

#### Лыжные гонки
Квалификация спортсменов для участия в Олимпийских играх осуществлялась на основании специального квалификационного рейтинга FIS по состоянию на 21 января 2018 года. Для получения олимпийской лицензии категории «A» спортсменам необходимо было набрать максимум 100 очков в дистанционном рейтинге FIS. При этом каждый НОК может заявить на Игры 1 мужчину и 1 женщины, если они выполнили квалификационный критерий «B», по которому они смогут принять участие в спринте и гонках на 10 км для женщин или 15 км для мужчин. Федерация лыжных гонок России также установила свои квалификационные критерии для комплектования олимпийской сборной. По итогам квалификационного отбора российские лыжники завоевали двадцать олимпийских лицензий, однако впоследствии отказалась от восьми из них.
Мужчины
 Дистанционные гонки
| Соревнование              | Спортсмены                                                        | Результат | Отставание | Место |
| ------------------------- | ----------------------------------------------------------------- | --------- | ---------- | ----- |
| 15 км свободным стилем    | Денис Спицов                                                      | 34:06,9   | +23,0      | 3     |
| 15 км свободным стилем    | Андрей Мельниченко                                                | 35:02,1   | +1:18,2    | 14    |
| 15 км свободным стилем    | Андрей Ларьков                                                    | 35:25,1   | +1:41,2    | 20    |
| 15 км свободным стилем    | Алексей Виценко                                                   | 36:46,4   | +3:02,5    | 49    |
| скиатлон 15+15 км         | Денис Спицов                                                      | 1:16:32,7 | +12,7      | 4     |
| скиатлон 15+15 км         | Алексей Виценко                                                   | 1:18:02,2 | +1:42,2    | 23    |
| скиатлон 15+15 км         | Андрей Мельниченко                                                | 1:18:50,5 | +2:30,5    | 29    |
| скиатлон 15+15 км         | Андрей Ларьков                                                    | 1:18:50,6 | +2:30,6    | 30    |
| 50 км классическим стилем | Александр Большунов                                               | 2:08:40,8 | +18,7      | 2     |
| 50 км классическим стилем | Андрей Ларьков                                                    | 2:10:59,6 | +2:37,5    | 3     |
| 50 км классическим стилем | Алексей Червоткин                                                 | 2:13:19,0 | +4:56,9    | 12    |
| 50 км классическим стилем | Денис Спицов                                                      | 2:16:24,6 | +8:02,5    | 20    |
| эстафета 4×10 км          | Андрей Ларьков Александр Большунов Алексей Червоткин Денис Спицов | 1:33:14,3 | +9,4       | 2     |

 Спринт
| Соревнование     | Спортсмены                       | Квалификация  | Квалификация  | Четвертьфинал        | Четвертьфинал        | Четвертьфинал        | Полуфинал            | Полуфинал            | Полуфинал            | Финал                | Финал                | Итоговое место |
| Соревнование     | Спортсмены                       | Результат     | Место         | Заезд                | Результат            | Место                | Заезд                | Результат            | Место                | Результат            | Место                | Итоговое место |
| ---------------- | -------------------------------- | ------------- | ------------- | -------------------- | -------------------- | -------------------- | -------------------- | -------------------- | -------------------- | -------------------- | -------------------- | -------------- |
| спринт           | Александр Большунов              | 3:10,20       | 3 Q           | 3                    | 3:08,45              | 1 Q                  | 1                    | 3:06,63              | 3 LL                 | 3:07,11              | 3                    | 3              |
| спринт           | Александр Панжинский             | 3:11,63       | 6 Q           | 4                    | 3:11,15              | 4 LL                 | 1                    | 3:19,05              | 6                    | завершил выступление | завершил выступление | 11             |
| спринт           | Алексей Виценко                  | 3:14,56       | 14 Q          | 5                    | 3:30,72              | 5                    | завершил выступление | завершил выступление | завершил выступление | завершил выступление | завершил выступление | 21             |
| спринт           | Андрей Мельниченко               | 3:22,27       | 48            | завершил выступление | завершил выступление | завершил выступление | завершил выступление | завершил выступление | завершил выступление | завершил выступление | завершил выступление | 48             |
| командный спринт | Александр Большунов Денис Спицов | Не проводится | Не проводится | Не проводится        | Не проводится        | Не проводится        | 1                    | 15:58,84             | 1 Q                  | 15:57,97             | 2                    | 2              |

Женщины
 Дистанционные гонки
| Соревнование              | Спортсмены                                                        | Результат | Отставание | Место |
| ------------------------- | ----------------------------------------------------------------- | --------- | ---------- | ----- |
| 10 км свободным стилем    | Анастасия Седова                                                  | 26:07,8   | +1:07,3    | 8     |
| 10 км свободным стилем    | Анна Нечаевская                                                   | 26:24,8   | +1:24,3    | 10    |
| 10 км свободным стилем    | Алиса Жамбалова                                                   | 26:57,8   | +1:57,3    | 17    |
| скиатлон 7,5+7,5 км       | Наталья Непряева                                                  | 41:17,9   | +33,0      | 8     |
| скиатлон 7,5+7,5 км       | Анастасия Седова                                                  | 41:57,7   | +1:12,8    | 12    |
| скиатлон 7,5+7,5 км       | Юлия Белорукова                                                   | 42:51,0   | +2:06,1    | 18    |
| скиатлон 7,5+7,5 км       | Алиса Жамбалова                                                   | 42:59,1   | +2:14,2    | 21    |
| 30 км классическим стилем | Анастасия Седова                                                  | 1:26:46,8 | +4:29,2    | 11    |
| 30 км классическим стилем | Алиса Жамбалова                                                   | 1:27:27,2 | +5:09,6    | 15    |
| 30 км классическим стилем | Наталья Непряева                                                  | 1:32:10,4 | +9:52,8    | 24    |
| эстафета 4×5 км           | Наталья Непряева Юлия Белорукова Анастасия Седова Анна Нечаевская | 52:07,7   | +43,3      | 3     |

 Спринт
| Соревнование     | Спортсмены                       | Квалификация  | Квалификация  | Четвертьфинал         | Четвертьфинал         | Четвертьфинал         | Полуфинал             | Полуфинал             | Полуфинал             | Финал                 | Финал                 | Итоговое место |
| Соревнование     | Спортсмены                       | Результат     | Место         | Заезд                 | Результат             | Место                 | Заезд                 | Результат             | Место                 | Результат             | Место                 | Итоговое место |
| ---------------- | -------------------------------- | ------------- | ------------- | --------------------- | --------------------- | --------------------- | --------------------- | --------------------- | --------------------- | --------------------- | --------------------- | -------------- |
| спринт           | Юлия Белорукова                  | 3:18,26       | 15 Q          | 4                     | 3:14,29               | 1 Q                   | 2                     | 3:10,12               | 1 Q                   | 3:07,21               | 3                     | 3              |
| спринт           | Наталья Непряева                 | 3:15,65       | 6 Q           | 5                     | 3:11,78               | 1 Q                   | 2                     | 3:10,72               | 3 LL                  | 3:12,98               | 4                     | 4              |
| спринт           | Алиса Жамбалова                  | 3:31,53       | 44            | завершила выступление | завершила выступление | завершила выступление | завершила выступление | завершила выступление | завершила выступление | завершила выступление | завершила выступление | 44             |
| командный спринт | Юлия Белорукова Наталья Непряева | Не проводится | Не проводится | Не проводится         | Не проводится         | Не проводится         | 2                     | 16:24,6               | 3 Q                   | 16:41.76              | 9                     | 9              |

#### Прыжки на лыжах с трамплина
Квалификация спортсменов для участия в Олимпийских играх осуществлялась на основании специального квалификационного рейтинга FIS по состоянию на 21 января 2018 года. По итогам квалификационного отбора российские прыгуны с трамплина завоевали 9 олимпийских лицензий, однако впоследствии от одной отказались.
Мужчины
| Соревнование         | Спортсмены                                                   | Квалификация  | Квалификация  | Финал                       | Финал     | Финал                       | Финал                | Финал                | Финал                | Итоговое место |
| Соревнование         | Спортсмены                                                   | Результат     | Место         | 1 прыжок                    | 1 прыжок  | 2 прыжок                    | 2 прыжок             | Всего                | Место                | Итоговое место |
| Соревнование         | Спортсмены                                                   | Результат     | Место         | Результат                   | Место     | Результат                   | Место                | Всего                | Место                | Итоговое место |
| -------------------- | ------------------------------------------------------------ | ------------- | ------------- | --------------------------- | --------- | --------------------------- | -------------------- | -------------------- | -------------------- | -------------- |
| нормальный трамплин  | Денис Корнилов                                               | 107,2         | 28 Q          | 113,9                       | 16 Q      | 95,7                        | 28                   | 209,6                | 24                   | 24             |
| нормальный трамплин  | Евгений Климов                                               | 121,4         | 12 Q          | 99,0                        | 30 Q      | 69,2                        | 30                   | 168,2                | 30                   | 30             |
| нормальный трамплин  | Михаил Назаров                                               | 93,7          | 41 Q          | 92,1                        | 34        | завершил выступление        | завершил выступление | завершил выступление | завершил выступление | 34             |
| нормальный трамплин  | Алексей Ромашов                                              | 98,5          | 34 Q          | 91,7                        | 37        | завершил выступление        | завершил выступление | завершил выступление | завершил выступление | 37             |
| большой трамплин     | Евгений Климов                                               | 111,8         | 16 Q          | 116,4                       | 24        | 104,2                       | 26                   | 220,6                | 26                   | 26             |
| большой трамплин     | Денис Корнилов                                               | 101,7         | 26 Q          | 111,2                       | 29        | 85,1                        | 29                   | 196,3                | 29                   | 29             |
| большой трамплин     | Михаил Назаров                                               | 92,3          | 33 Q          | 103,4                       | 39        | завершил выступление        | завершил выступление | завершил выступление | завершил выступление | 39             |
| большой трамплин     | Алексей Ромашов                                              | 108,9         | 21 Q          | 99,8                        | 42        | завершил выступление        | завершил выступление | завершил выступление | завершил выступление | 42             |
| командное первенство | Евгений Климов Денис Корнилов Михаил Назаров Алексей Ромашов | не проводится | не проводится | 409,6 99,4 108,6 90,6 111,0 | 7 Q 8 7 9 | 400,2 90,1 107,5 93,8 108,8 | 7 8 7                | 809,8                | 7                    | 7              |

Женщины
| Соревнование        | Спортсмены            | 1 прыжок  | 1 прыжок | 2 прыжок  | 2 прыжок | Всего | Место |
| Соревнование        | Спортсмены            | Результат | Место    | Результат | Место    | Всего | Место |
| ------------------- | --------------------- | --------- | -------- | --------- | -------- | ----- | ----- |
| нормальный трамплин | Ирина Аввакумова      | 114,7     | 4 Q      | 116,0     | 5        | 230,7 | 4     |
| нормальный трамплин | Александра Кустова    | 77,3      | 21 Q     | 75,0      | 28       | 152,3 | 24    |
| нормальный трамплин | Софья Тихонова        | 75,0      | 24 Q     | 75,8      | 25       | 150,8 | 25    |
| нормальный трамплин | Анастасия Баранникова | 83,7      | 17 Q     | 65,3      | 29       | 149,0 | 27    |

#### Сноуборд
По сравнению с прошлыми Играми в программе соревнований произошёл ряд изменений. Вместо параллельного слалома были добавлены соревнования в биг-эйре. Во всех дисциплинах, за исключением мужского сноуборд-кросса, изменилось количество участников соревнований, был отменён полуфинальный раунд, а также в финалах фристайла спортсмены стали выполнять по три попытки. Квалификация спортсменов для участия в Олимпийских играх осуществлялась на основании специального квалификационного рейтинга FIS по состоянию на 21 января 2018 года. Для каждой дисциплины были установлены определённые условия, выполнив которые спортсмены могли претендовать на попадание в состав сборной для участия в Олимпийских играх. По итогам квалификационного отбора сборная России завоевала 17 олимпийских лицензий, однако позднее отказалась от одной лицензии в женском сноуборд-кроссе.
Мужчины
 Фристайл
| Соревнование | Спортсмены        | Квалификация | Квалификация | Квалификация | Квалификация | Финал                | Финал                | Финал                | Финал                | Итоговое место |
| Соревнование | Спортсмены        | Заезд        | 1 спуск      | 2 спуск      | Место        | 1 спуск              | 2 спуск              | 3 спуск              | Место                | Итоговое место |
| ------------ | ----------------- | ------------ | ------------ | ------------ | ------------ | -------------------- | -------------------- | -------------------- | -------------------- | -------------- |
| хафпайп      | Никита Автанеев   | 1            | 63,25        | 32,75        | 20           | завершил выступление | завершил выступление | завершил выступление | завершил выступление | 20             |
| слоупстайл   | Владислав Хадарин | 1            | 23,05        | 64,16        | 11           | завершил выступление | завершил выступление | завершил выступление | завершил выступление | 19             |
| биг-эйр      | Владислав Хадарин | 2            | 83,75        | 79,25        | 11           | завершил выступление | завершил выступление | завершил выступление | завершил выступление | 20             |
| биг-эйр      | Антон Мамаев      | 2            | 29,00        | 42,75        | 16           | завершил выступление | завершил выступление | завершил выступление | завершил выступление | 32             |

 Сноуборд-кросс
| Соревнование   | Спортсмены     | Квалификация | Квалификация  | Квалификация | 1/8 финала | 1/8 финала | Четвертьфинал        | Четвертьфинал        | Полуфинал            | Полуфинал            | Финал                | Итоговое место |
| Соревнование   | Спортсмены     | 1 спуск      | 2 спуск       | Место        | Заезд      | Место      | Заезд                | Место                | Заезд                | Место                | Место                | Итоговое место |
| -------------- | -------------- | ------------ | ------------- | ------------ | ---------- | ---------- | -------------------- | -------------------- | -------------------- | -------------------- | -------------------- | -------------- |
| сноуборд-кросс | Николай Олюнин | 1:13,78      | не участвовал | 4 Q          | 4          | 1 Q        | 2                    | 1 Q                  | 1                    | DNF QB               | Малый                | 11             |
| сноуборд-кросс | Николай Олюнин | 1:13,78      | не участвовал | 4 Q          | 4          | 1 Q        | 2                    | 1 Q                  | 1                    | DNF QB               | DNS                  | 11             |
| сноуборд-кросс | Даниил Дильман | 1:15,40      | 1:16,11       | 31 Q         | 7          | 4          | завершил выступление | завершил выступление | завершил выступление | завершил выступление | завершил выступление | 31             |

 Слалом
| Соревнование                   | Спортсмены         | Квалификация | Квалификация | Квалификация | Квалификация | 1/8 финала                  | Четвертьфинал        | Полуфинал            | Финал                | Место |
| Соревнование                   | Спортсмены         | Синий курс   | Красный курс | Всего        | Место        | Соперник Результат          | Соперник Результат   | Соперник Результат   | Соперник Результат   | Место |
| ------------------------------ | ------------------ | ------------ | ------------ | ------------ | ------------ | --------------------------- | -------------------- | -------------------- | -------------------- | ----- |
| параллельный гигантский слалом | Вик Уайлд          | 43,50        | 42,01        | 1:25,51      | 9 Q          | ITAР. Фишналлер (8) П +0,93 | завершил выступление | завершил выступление | завершил выступление | 10    |
| параллельный гигантский слалом | Дмитрий Сарсембаев | 43,02        | 42,72        | 1:25,74      | 14 Q         | KORЛи Сан Хо (3) П +0,54    | завершил выступление | завершил выступление | завершил выступление | 14    |
| параллельный гигантский слалом | Андрей Соболев     | 42,35        | 43,64        | 1:25,99      | 18           | завершил выступление        | завершил выступление | завершил выступление | завершил выступление | 18    |
| параллельный гигантский слалом | Дмитрий Логинов    | 48,68        | 42,32        | 1:31,00      | 32           | завершил выступление        | завершил выступление | завершил выступление | завершил выступление | 32    |

Женщины
 Фристайл
| Соревнование | Спортсмены     | Квалификация | Квалификация | Квалификация | Квалификация | Финал                 | Финал                 | Финал                 | Финал                 | Итоговое место |
| Соревнование | Спортсмены     | Заезд        | 1 спуск      | 2 спуск      | Место        | 1 спуск               | 2 спуск               | 3 спуск               | Место                 | Итоговое место |
| ------------ | -------------- | ------------ | ------------ | ------------ | ------------ | --------------------- | --------------------- | --------------------- | --------------------- | -------------- |
| слоупстайл   | Софья Фёдорова | отменена     | отменена     | отменена     | отменена     | 27,53                 | 65,73                 | отменён               | 8                     | 8              |
| биг-эйр      | Софья Фёдорова | 1            | 64,00        | 23,25        | 21           | завершила выступление | завершила выступление | завершила выступление | завершила выступление | 21             |

 Сноуборд-кросс
| Соревнование   | Спортсмены       | Квалификация | Квалификация   | Квалификация | Четвертьфинал | Четвертьфинал | Полуфинал             | Полуфинал             | Финал                 | Итоговое место |
| Соревнование   | Спортсмены       | 1 спуск      | 2 спуск        | Место        | Заезд         | Место         | Заезд                 | Место                 | Место                 | Итоговое место |
| -------------- | ---------------- | ------------ | -------------- | ------------ | ------------- | ------------- | --------------------- | --------------------- | --------------------- | -------------- |
| сноуборд-кросс | Кристина Пауль   | 1:21,93      | 1:19,93        | 14 Q         | 3             | 2 Q           | 2                     | DNF QB                | Малый                 | 12             |
| сноуборд-кросс | Кристина Пауль   | 1:21,93      | 1:19,93        | 14 Q         | 3             | 2 Q           | 2                     | DNF QB                | DNF                   | 12             |
| сноуборд-кросс | Мария Васильцова | 1:20,57      | не участвовала | 12 Q         | 2             | DNF           | завершила выступление | завершила выступление | завершила выступление | 18             |

 Слалом
| Соревнование                   | Спортсмены           | Квалификация | Квалификация | Квалификация | Квалификация | 1/8 финала                | Четвертьфинал          | Полуфинал             | Финал                        | Место |
| Соревнование                   | Спортсмены           | Синий курс   | Красный курс | Всего        | Место        | Соперник Результат        | Соперник Результат     | Соперник Результат    | Соперник Результат           | Место |
| ------------------------------ | -------------------- | ------------ | ------------ | ------------ | ------------ | ------------------------- | ---------------------- | --------------------- | ---------------------------- | ----- |
| параллельный гигантский слалом | Алёна Заварзина      | 45,43        | 44,73        | 1:28,90      | 2 Q          | SLOГ. Котник (15) В -0,03 | SUIЖ. Цогг (7) В -1,88 | GERС. Йорг (3) П DNF  | Малый                        | 4     |
| параллельный гигантский слалом | Алёна Заварзина      | 45,43        | 44,73        | 1:28,90      | 2 Q          | SLOГ. Котник (15) В -0,03 | SUIЖ. Цогг (7) В -1,88 | GERС. Йорг (3) П DNF  | GERР. Хофмайстер (5) П +4,07 | 4     |
| параллельный гигантский слалом | Милена Быкова        | 46,43        | 46,66        | 1:33,09      | 9 Q          | AUTД. Ульбинг (8) П +0,52 | завершила выступление  | завершила выступление | завершила выступление        | 10    |
| параллельный гигантский слалом | Екатерина Тудегешева | 47,44        | 45,98        | 1:33,42      | 14 Q         | GERС. Йорг (3) П +0,65    | завершила выступление  | завершила выступление | завершила выступление        | 14    |
| параллельный гигантский слалом | Наталья Соболева     | 47,78        | 46,15        | 1:33,93      | 19           | завершила выступление     | завершила выступление  | завершила выступление | завершила выступление        | 19    |

#### Фристайл
По сравнению с прошлыми Играми изменения произошли в хафпайпе и слоупстайле. Теперь в финалах этих дисциплин фристайлисты стали выполнять по три попытки, при этом итоговое положение спортсменов по-прежнему определяется по результату лучшей из них. Квалификация спортсменов для участия в Олимпийских играх осуществлялась на основании специального квалификационного рейтинга FIS по состоянию на 21 января 2018 года. Для каждой дисциплины были установлены определённые условия, выполнив которые спортсмены могли претендовать на попадание в состав сборной для участия в Олимпийских играх. По итогам квалификационного отбора российские фристайлисты заработали 25 лицензий, однако Олимпийский комитет России по своим критериям утвердил 22 спортсмена для участия в Олимпийских играх, отказавшись от 3 квот.
Мужчины
 Могул и акробатика
| Соревнование | Спортсмены         | Квалификация 1 | Квалификация 1 | Квалификация 2 | Квалификация 2 | Квалификация 2 | Финал 1              | Финал 1              | Финал 2              | Финал 2              | Финал 3              | Финал 3              | Итоговое место |
| Соревнование | Спортсмены         | Очки           | Место          | Очки           | Лучший         | Место          | Очки                 | Место                | Очки                 | Место                | Очки                 | Место                | Итоговое место |
| ------------ | ------------------ | -------------- | -------------- | -------------- | -------------- | -------------- | -------------------- | -------------------- | -------------------- | -------------------- | -------------------- | -------------------- | -------------- |
| акробатика   | Илья Буров         | 123,98         | 8              | 126,55         | 126,55         | 1 Q            | 122,13               | 6 Q                  | 123,53               | 6 Q                  | 122,17               | 3                    | 3              |
| акробатика   | Павел Кротов       | 124,89         | 5 Q            | не участвовал  | не участвовал  | не участвовал  | 126,11               | 2 Q                  | 124,89               | 5 Q                  | 103,17               | 4                    | 4              |
| акробатика   | Максим Буров       | 117,65         | 12             | 116,37         | 117,65         | 9              | завершил выступление | завершил выступление | завершил выступление | завершил выступление | завершил выступление | завершил выступление | 15             |
| акробатика   | Станислав Никитин  | 70,59          | 25             | 111,06         | 111,06         | 12             | завершил выступление | завершил выступление | завершил выступление | завершил выступление | завершил выступление | завершил выступление | 18             |
| могул        | Александр Смышляев | 83,93          | 2 Q            | не участвовал  | не участвовал  | не участвовал  | 74,57                | 15                   | завершил выступление | завершил выступление | завершил выступление | завершил выступление | 15             |

 Парк и пайп
| Соревнование | Спортсмены | Квалификация | Квалификация | Квалификация | Финал                | Финал                | Финал                | Финал                | Итоговое место |
| Соревнование | Спортсмены | 1 заезд      | 2 заезд      | Место        | 1 заезд              | 2 заезд              | 3 заезд              | Место                | Итоговое место |
| ------------ | ---------- | ------------ | ------------ | ------------ | -------------------- | -------------------- | -------------------- | -------------------- | -------------- |
| хафпайп      | Павел Чупа | 46,80        | 25,80        | 24           | завершил выступление | завершил выступление | завершил выступление | завершил выступление | 24             |

 Ски-кросс
| Соревнование | Спортсмены     | Квалификация | Квалификация | 1/8 финала | 1/8 финала | Четвертьфинал        | Четвертьфинал        | Полуфинал            | Полуфинал            | Финал                | Итоговое место |
| Соревнование | Спортсмены     | Результат    | Место        | Заезд      | Место      | Заезд                | Место                | Заезд                | Место                | Место                | Итоговое место |
| ------------ | -------------- | ------------ | ------------ | ---------- | ---------- | -------------------- | -------------------- | -------------------- | -------------------- | -------------------- | -------------- |
| ски-кросс    | Сергей Ридзик  | 1:09,21      | 2 Q          | 8          | 2 Q        | 4                    | 1 Q                  | 2                    | 2 Q                  | 3                    | 3              |
| ски-кросс    | Семён Денщиков | 1:10,39      | 23 Q         | 7          | 4          | завершил выступление | завершил выступление | завершил выступление | завершил выступление | завершил выступление | 11             |
| ски-кросс    | Игорь Омелин   | 1:10,24      | 17 Q         | 1          | 3          | завершил выступление | завершил выступление | завершил выступление | завершил выступление | завершил выступление | 21             |
| ски-кросс    | Егор Коротков  | 1:10,86      | 27 Q         | 6          | 2 Q        | 3                    | 3                    | завершил выступление | завершил выступление | завершил выступление | 23             |

Женщины
 Могул и акробатика
| Соревнование | Спортсмены           | Квалификация 1 | Квалификация 1 | Квалификация 2 | Квалификация 2 | Квалификация 2 | Финал 1               | Финал 1               | Финал 2               | Финал 2               | Финал 3               | Финал 3               | Итоговое место |
| Соревнование | Спортсмены           | Очки           | Место          | Очки           | Лучший         | Место          | Очки                  | Место                 | Очки                  | Место                 | Очки                  | Место                 | Итоговое место |
| ------------ | -------------------- | -------------- | -------------- | -------------- | -------------- | -------------- | --------------------- | --------------------- | --------------------- | --------------------- | --------------------- | --------------------- | -------------- |
| акробатика   | Любовь Никитина      | 88,83          | 8              | 84,24          | 88,83          | 4 Q            | 85,68                 | 7 Q                   | 80,01                 | 7                     | завершила выступление | завершила выступление | 7              |
| акробатика   | Александра Орлова    | 102,22         | 1 Q            | не участвовала | не участвовала | не участвовала | 89,28                 | 5 Q                   | 61,25                 | 8                     | завершила выступление | завершила выступление | 8              |
| акробатика   | Кристина Спиридонова | 97,64          | 4 Q            | не участвовала | не участвовала | не участвовала | 57,64                 | 11                    | завершила выступление | завершила выступление | завершила выступление | завершила выступление | 11             |
| акробатика   | Алина Гриднева       | 60,16          | 20             | 60,98          | 60,98          | 15             | завершила выступление | завершила выступление | завершила выступление | завершила выступление | завершила выступление | завершила выступление | 21             |
| могул        | Регина Рахимова      | 71,77          | 11             | 72,82          | 72,82          | 4 Q            | 73,58                 | 11 Q                  | 73,55                 | 10                    | завершила выступление | завершила выступление | 10             |
| могул        | Екатерина Столярова  | 67,69          | 20             | 73,40          | 73,40          | 2 Q            | 73,23                 | 12 Q                  | 72,74                 | 11                    | завершила выступление | завершила выступление | 11             |
| могул        | Марика Пертахия      | 70,43          | 12             | 30,92          | 70,43          | 7 Q            | 71,65                 | 16                    | завершила выступление | завершила выступление | завершила выступление | завершила выступление | 16             |

 Парк и пайп
| Соревнование | Спортсмены         | Квалификация | Квалификация | Квалификация | Финал                 | Финал                 | Финал                 | Финал                 | Итоговое место |
| Соревнование | Спортсмены         | 1 заезд      | 2 заезд      | Место        | 1 заезд               | 2 заезд               | 3 заезд               | Место                 | Итоговое место |
| ------------ | ------------------ | ------------ | ------------ | ------------ | --------------------- | --------------------- | --------------------- | --------------------- | -------------- |
| хафпайп      | Валерия Демидова   | 71,00        | 73,60        | 10 Q         | 79,00                 | 80,60                 | 77,60                 | 6                     | 6              |
| слоупстайл   | Анастасия Таталина | 27,40        | 81,00        | 8 Q          | 29,40                 | 51,20                 | 13,00                 | 12                    | 12             |
| слоупстайл   | Лана Прусакова     | 42,20        | 70,60        | 14           | завершила выступление | завершила выступление | завершила выступление | завершила выступление | 14             |

 Ски-кросс
| Соревнование | Спортсмены           | Квалификация | Квалификация | 1/8 финала | 1/8 финала | Четвертьфинал         | Четвертьфинал         | Полуфинал             | Полуфинал             | Финал                 | Итоговое место |
| Соревнование | Спортсмены           | Результат    | Место        | Заезд      | Место      | Заезд                 | Место                 | Заезд                 | Место                 | Место                 | Итоговое место |
| ------------ | -------------------- | ------------ | ------------ | ---------- | ---------- | --------------------- | --------------------- | --------------------- | --------------------- | --------------------- | -------------- |
| ски-кросс    | Анастасия Чирцова    | 1:15,83      | 15 Q         | 8          | 2 Q        | 4                     | 4                     | завершила выступление | завершила выступление | завершила выступление | 9              |
| ски-кросс    | Виктория Завадовская | 1:16,80      | 19 Q         | 3          | 3          | завершила выступление | завершила выступление | завершила выступление | завершила выступление | завершила выступление | 17             |

### Санный спорт
Квалификация спортсменов для участия в Олимпийских играх осуществлялась на основании рейтинга Кубка мира FIL по состоянию на 1 января 2018 года. По его результатам российские спортсмены завоевали максимальное количество лицензий.
Мужчины
| Соревнование | Спортсмены                           | 1 заезд   | 1 заезд | 2 заезд   | 2 заезд | 3 заезд       | 3 заезд       | 4 заезд       | 4 заезд       | Итоговый результат | Отставание | Итоговое место |
| Соревнование | Спортсмены                           | Результат | Место   | Результат | Место   | Результат     | Место         | Результат     | Место         | Итоговый результат | Отставание | Итоговое место |
| ------------ | ------------------------------------ | --------- | ------- | --------- | ------- | ------------- | ------------- | ------------- | ------------- | ------------------ | ---------- | -------------- |
| одиночки     | Роман Репилов                        | 47,776    | 4       | 47,740    | 3       | 47,948        | 15            | 47,644        | 5             | 3:11,108           | +0,406     | 8              |
| одиночки     | Степан Фёдоров                       | 48,035    | 13      | 47,936    | 13      | 47,755        | 9             | 47,882        | 14            | 3:11,608           | +0,906     | 13             |
| одиночки     | Семён Павличенко                     | 48,337    | 24      | 47,923    | 12      | 47,716        | 8             | 47,883        | 15            | 3:11,859           | +1,157     | 14             |
| двойки       | Владислав Антонов Александр Денисьев | 46,437    | 11      | 46,344    | 11      | Не проводится | Не проводится | Не проводится | Не проводится | 1:32,781           | +1,084     | 11             |
| двойки       | Андрей Богданов Андрей Медведев      | 47,106    | 19      | 46,402    | 12      | Не проводится | Не проводится | Не проводится | Не проводится | 1:33,508           | +1,811     | 16             |

Женщины
| Соревнование | Спортсмены         | 1 заезд   | 1 заезд | 2 заезд   | 2 заезд | 3 заезд   | 3 заезд | 4 заезд   | 4 заезд | Итоговый результат | Отставание | Итоговое место |
| Соревнование | Спортсмены         | Результат | Место   | Результат | Место   | Результат | Место   | Результат | Место   | Итоговый результат | Отставание | Итоговое место |
| ------------ | ------------------ | --------- | ------- | --------- | ------- | --------- | ------- | --------- | ------- | ------------------ | ---------- | -------------- |
| одиночки     | Екатерина Батурина | 47,122    | 21      | 46,700    | 13      | 46,675    | 12      | 47,122    | 17      | 3:07,619           | +2,387     | 15             |

Смешанные команды
| Соревнование       | Спортсмены                                                            | Женщины   | Женщины | Мужчины   | Мужчины | Двойки    | Двойки | Итоговый результат | Отставание | Итоговое место |
| Соревнование       | Спортсмены                                                            | Результат | Место   | Результат | Место   | Результат | Место  | Итоговый результат | Отставание | Итоговое место |
| ------------------ | --------------------------------------------------------------------- | --------- | ------- | --------- | ------- | --------- | ------ | ------------------ | ---------- | -------------- |
| смешанная эстафета | Екатерина Батурина Роман Репилов Владислав Антонов Александр Денисьев | 47,523    | 9       | 48,615    | 1       | 49,211    | 7      | 2:25,349           | +0,832     | 7              |

### Хоккей

#### Мужчины
Первые 8 сборных в рейтинге IIHF после чемпионата мира 2015 года автоматически квалифицировались для участия в мужском олимпийском турнире. Сборная России заняла в этом рейтинге 2-е место, в результате чего квалифицировалась в группу B олимпийского турнира. 25 января тренерский штаб национальной сборной России объявил состав на Олимпийские игры.
Состав
| Номер | Имя              | Хват  | Рост, см | Вес, кг | Дата рождения | Клуб         | Игры | ПШ | КН   | %ОБ   |
| ----- | ---------------- | ----- | -------- | ------- | ------------- | ------------ | ---- | -- | ---- | ----- |
| 30    | Игорь Шестёркин  | Левый | 186      | 86      | 30.12.1995    | СКА          | 0    | 0  | 0,00 | 0,00  |
| 31    | Илья Сорокин     | Левый | 188      | 80      | 04.08.1995    | ЦСКА         | 1    | 1  | 3,00 | 85,71 |
| 83    | Василий Кошечкин | Левый | 200      | 110     | 27.03.1983    | Металлург Мг | 6    | 8  | 1,38 | 93,65 |

| Номер | Имя                 | Позиция    | Хват   | Рост, см | Вес, кг | Дата рождения | Клуб         | Игры | Шайбы | Передачи |
| ----- | ------------------- | ---------- | ------ | -------- | ------- | ------------- | ------------ | ---- | ----- | -------- |
| 2     | Артём Зуб           | Защитник   | Правый | 188      | 90      | 03.10.1995    | СКА          | 6    | 0     | 4        |
| 4     | Владислав Гавриков  | Защитник   | Левый  | 190      | 97      | 21.11.1995    | СКА          | 6    | 2     | 1        |
| 7     | Иван Телегин        | Нападающий | Левый  | 193      | 90      | 28.02.1992    | ЦСКА         | 6    | 1     | 2        |
| 10    | Сергей Мозякин      | Нападающий | Правый | 180      | 84      | 30.03.1981    | Металлург Мг | 6    | 1     | 3        |
| 11    | Сергей Андронов     | Нападающий | Левый  | 189      | 96      | 19.07.1989    | ЦСКА         | 6    | 0     | 4        |
| 13    | Павел Дацюк         | Нападающий | Левый  | 182      | 86      | 20.07.1978    | СКА          | 6    | 0     | 6        |
| 21    | Сергей Калинин      | Нападающий | Левый  | 190      | 86      | 17.03.1991    | СКА          | 6    | 1     | 2        |
| 25    | Михаил Григоренко   | Нападающий | Левый  | 191      | 91      | 16.05.1994    | ЦСКА         | 6    | 1     | 3        |
| 26    | Вячеслав Войнов     | Защитник   | Правый | 182      | 91      | 15.01.1990    | СКА          | 6    | 2     | 4        |
| 28    | Андрей Зубарев      | Защитник   | Правый | 185      | 101     | 03.03.1987    | СКА          | 6    | 0     | 1        |
| 29    | Илья Каблуков       | Нападающий | Левый  | 189      | 88      | 18.01.1988    | СКА          | 5    | 1     | 2        |
| 44    | Егор Яковлев        | Защитник   | Левый  | 182      | 87      | 17.09.1991    | СКА          | 5    | 0     | 1        |
| 52    | Сергей Широков      | Нападающий | Правый | 179      | 89      | 10.03.1986    | СКА          | 6    | 0     | 2        |
| 53    | Алексей Марченко    | Защитник   | Правый | 188      | 96      | 02.01.1992    | ЦСКА         | 1    | 0     | 0        |
| 55    | Богдан Киселевич    | Защитник   | Левый  | 184      | 94      | 14.02.1990    | ЦСКА         | 6    | 0     | 2        |
| 71    | Илья Ковальчук      | Нападающий | Правый | 190      | 103     | 15.04.1983    | СКА          | 6    | 5     | 2        |
| 74    | Николай Прохоркин   | Нападающий | Левый  | 189      | 91      | 17.09.1993    | СКА          | 6    | 2     | 0        |
| 77    | Кирилл Капризов     | Нападающий | Левый  | 178      | 87      | 26.04.1997    | ЦСКА         | 6    | 5     | 4        |
| 87    | Вадим Шипачёв       | Нападающий | Левый  | 185      | 86      | 12.03.1987    | СКА          | 1    | 0     | 0        |
| 89    | Никита Нестеров     | Защитник   | Левый  | 180      | 83      | 28.03.1993    | ЦСКА         | 6    | 1     | 0        |
| 94    | Александр Барабанов | Нападающий | Левый  | 179      | 89      | 17.06.1994    | СКА          | 6    | 1     | 1        |
| 97    | Никита Гусев        | Нападающий | Правый | 180      | 82      | 08.07.1992    | СКА          | 6    | 4     | 8        |

| Должность         | Имя              | Гражданство | Дата рождения |
| ----------------- | ---------------- | ----------- | ------------- |
| Главный тренер    | Олег Знарок      | Германия    | 02.01.1963    |
| Ассистент тренера | Харийс Витолиньш | Латвия      | 30.04.1968    |
| Ассистент тренера | Игорь Никитин    | Россия      | 23.03.1973    |
| Ассистент тренера | Илья Воробьёв    | Германия    | 16.03.1971    |
| Тренер вратарей   | Рашит Давыдов    | Россия      | 14.06.1969    |

Предварительный раунд
Группа В
|  | Команды, выходящие в четвертьфинал         |
|  | Команды, выходящие в квалификацию плей-офф |

| М | Сборная  | И | В | ВО | ПО | П | ШЗ | ШП | РШ | О |
| - | -------- | - | - | -- | -- | - | -- | -- | -- | - |
| 1 | ОСР      | 3 | 2 | 0  | 0  | 1 | 14 | 5  | 9  | 6 |
| 2 | Словения | 3 | 0 | 2  | 0  | 1 | 8  | 12 | -4 | 4 |
| 3 | США      | 3 | 1 | 0  | 1  | 1 | 4  | 8  | -4 | 4 |
| 4 | Словакия | 3 | 1 | 0  | 1  | 0 | 6  | 7  | -1 | 4 |

Время местное (UTC+9).
| 14 февраля 2018 21:10 | Словакия | 3 : 2 (2:2, 0:0, 1:0) | Олимпийские спортсмены из России | Хоккейный центр Каннын Зрителей: 4025 |

| Отчёт | Отчёт                          | Отчёт                                                                                 | Отчёт                                      | Отчёт                                                                             |
| --- | ------------------------------ | ------------------------------------------------------------------------------------- | ------------------------------------------ | --------------------------------------------------------------------------------- |
| |                                |                                                                                       |                                            |                                                                                   |
| | Бранислав Конрад — 00:00-60:00 | Вратари                                                                               | 00:00-58:49 — Василий Кошечкин 59:00-59:06 | Судьи: Бретт Айверсон Алекси Рантала Линейные судьи: Вит Ледерер Натан ван Оостен |
| | Голы:                          |                                                                                       |                                            | Судьи: Бретт Айверсон Алекси Рантала Линейные судьи: Вит Ледерер Натан ван Оостен |
| Петер Олвецки — 16:05 (Д. Граняк) Мартин Бакош — 17:55 Петер Черешняк (бол.) — 48:30 (М. Гашчак, М. Бакош) | 0:1 0:2 1:2 2:2 3:2            | 02:54 — Владислав Гавриков (В. Войнов, С. Широков) 04:08 — Кирилл Капризов (Н. Гусев) |                                            | Судьи: Бретт Айверсон Алекси Рантала Линейные судьи: Вит Ледерер Натан ван Оостен |
| |                                |                                                                                       |                                            | Судьи: Бретт Айверсон Алекси Рантала Линейные судьи: Вит Ледерер Натан ван Оостен |
| |                                |                                                                                       |                                            | Судьи: Бретт Айверсон Алекси Рантала Линейные судьи: Вит Ледерер Натан ван Оостен |
| |                                |                                                                                       |                                            | Судьи: Бретт Айверсон Алекси Рантала Линейные судьи: Вит Ледерер Натан ван Оостен |
| 12 мин | Штраф                          | 10 мин                                                                                |                                            | Судьи: Бретт Айверсон Алекси Рантала Линейные судьи: Вит Ледерер Натан ван Оостен |
| |                                |                                                                                       |                                            |                                                                                   |
| | 19                             | Броски                                                                                | 22                                         |                                                                                   |

| 16 февраля 2018 16:40 | Олимпийские спортсмены из России | 8 : 2 (2:0, 4:1, 2:1) | Словения | Хоккейный центр Каннын Зрителей: 6018 |

| Отчёт | Отчёт                                                     | Отчёт                                                                    | Отчёт                      | Отчёт                                                                              |
| --- | --------------------------------------------------------- | ------------------------------------------------------------------------ | -------------------------- | ---------------------------------------------------------------------------------- |
| |                                                           |                                                                          |                            |                                                                                    |
| | Василий Кошечкин — 00:00-40:00 Илья Сорокин — 40:00-60:00 | Вратари                                                                  | 00:00-60:00 — Лука Грачнар | Судьи: Марк Лемелин Даниэль Штрикер Линейные судьи: Лукас Кохмюллер Ханну Сормунен |
| | Голы:                                                     |                                                                          |                            | Судьи: Марк Лемелин Даниэль Штрикер Линейные судьи: Лукас Кохмюллер Ханну Сормунен |
| Сергей Мозякин (бол.) — 18:23 (П. Дацюк, Н. Гусев) Илья Ковальчук — 18:45 (Е. Яковлев, С. Андронов) Александр Барабанов (бол.) — 26:00 (М. Григоренко, С. Калинин) Илья Каблуков — 28:48 (И. Ковальчук, А. Зуб) Кирилл Капризов — 30:02 (Н. Гусев, Б. Киселевич) Илья Ковальчук — 37:16 (С. Калинин, С. Андронов) Кирилл Капризов — 41:15 (П. Дацюк, Б. Киселевич) Кирилл Капризов — 47:12 (А. Зуб, Н. Гусев) | 1:0 2:0 3:0 4:0 5:0 5:1 6:1 7:1 8:1 8:2                   | 33:31 — Ян Муршак (М. Верлич, А. Куралт) 59:27 — Жига Панце (Р. Саболич) |                            | Судьи: Марк Лемелин Даниэль Штрикер Линейные судьи: Лукас Кохмюллер Ханну Сормунен |
| |                                                           |                                                                          |                            | Судьи: Марк Лемелин Даниэль Штрикер Линейные судьи: Лукас Кохмюллер Ханну Сормунен |
| |                                                           |                                                                          |                            | Судьи: Марк Лемелин Даниэль Штрикер Линейные судьи: Лукас Кохмюллер Ханну Сормунен |
| |                                                           |                                                                          |                            | Судьи: Марк Лемелин Даниэль Штрикер Линейные судьи: Лукас Кохмюллер Ханну Сормунен |
| 8 мин | Штраф                                                     | 6 мин                                                                    |                            | Судьи: Марк Лемелин Даниэль Штрикер Линейные судьи: Лукас Кохмюллер Ханну Сормунен |
| |                                                           |                                                                          |                            |                                                                                    |
| | 34                                                        | Броски                                                                   | 15                         |                                                                                    |

| 17 февраля 2018 21:10 | Олимпийские спортсмены из России | 4 : 0 (1:0, 2:0, 1:0) | США | Хоккейный центр Каннын Зрителей: 6473 |

| Отчёт | Отчёт                          | Отчёт   | Отчёт                         | Отчёт                                                                    |
| --- | ------------------------------ | ------- | ----------------------------- | ------------------------------------------------------------------------ |
| |                                |         |                               |                                                                          |
| | Василий Кошечкин — 00:00-60:00 | Вратари | 00:00-60:00 — Райан Запольски | Судьи: Йозеф Кубуш Линус Элунд Линейные судьи: Вит Ледерер Николас Флури |
| | Голы:                          |         |                               | Судьи: Йозеф Кубуш Линус Элунд Линейные судьи: Вит Ледерер Николас Флури |
| Николай Прохоркин — 07:21 (С. Мозякин, А. Барабанов) Николай Прохоркин — 22:14 (С. Широков, С. Мозякин) Илья Ковальчук — 39:59 (С. Андронов) Илья Ковальчук — 40:28 (В. Войнов, С. Андронов) | 1:0 2:0 3:0 4:0                |         |                               | Судьи: Йозеф Кубуш Линус Элунд Линейные судьи: Вит Ледерер Николас Флури |
| |                                |         |                               | Судьи: Йозеф Кубуш Линус Элунд Линейные судьи: Вит Ледерер Николас Флури |
| |                                |         |                               | Судьи: Йозеф Кубуш Линус Элунд Линейные судьи: Вит Ледерер Николас Флури |
| |                                |         |                               | Судьи: Йозеф Кубуш Линус Элунд Линейные судьи: Вит Ледерер Николас Флури |
| 10 мин | Штраф                          | 10 мин  |                               | Судьи: Йозеф Кубуш Линус Элунд Линейные судьи: Вит Ледерер Николас Флури |
| |                                |         |                               |                                                                          |
| | 26                             | Броски  | 29                            |                                                                          |

Четвертьфинал
| 21 февраля 2018 16:40 | Олимпийские спортсмены из России | 6 : 1 (3:0, 2:1, 1:0) | Норвегия | Хоккейный центр Каннын Зрителей: 3553 |

| Отчёт | Отчёт                          | Отчёт                                               | Отчёт                                                    | Отчёт                                                                        |
| --- | ------------------------------ | --------------------------------------------------- | -------------------------------------------------------- | ---------------------------------------------------------------------------- |
| |                                |                                                     |                                                          |                                                                              |
| | Василий Кошечкин — 00:00-60:00 | Вратари                                             | 00:00-20:00 — Ларс Хауген 20:00-60:00 — Хенрик Хёукеланд | Судьи: Ян Грибик Тимоти Майер Линейные судьи: Лукас Кохмюллер Джадсон Риттер |
| | Голы:                          |                                                     |                                                          | Судьи: Ян Грибик Тимоти Майер Линейные судьи: Лукас Кохмюллер Джадсон Риттер |
| Михаил Григоренко — 08:54 (И. Каблуков, И. Телегин) Никита Гусев (бол.) — 13:25 (С. Мозякин, П. Дацюк) Вячеслав Войнов — 19:20 (Н. Гусев, К. Капризов) Сергей Калинин (бол.) — 28:35 (И. Ковальчук, В. Войнов) Никита Нестеров (бол.) — 33:06 (Н. Гусев, П. Дацюк) Иван Телегин — 53:15 (М. Григоренко, И. Каблуков) | 1:0 2:0 3:0 3:1 4:1 5:1 6:1    | 27:21 — Александер Бонсаксен (М. Олимб, К.А. Олимб) |                                                          | Судьи: Ян Грибик Тимоти Майер Линейные судьи: Лукас Кохмюллер Джадсон Риттер |
| |                                |                                                     |                                                          | Судьи: Ян Грибик Тимоти Майер Линейные судьи: Лукас Кохмюллер Джадсон Риттер |
| |                                |                                                     |                                                          | Судьи: Ян Грибик Тимоти Майер Линейные судьи: Лукас Кохмюллер Джадсон Риттер |
| |                                |                                                     |                                                          | Судьи: Ян Грибик Тимоти Майер Линейные судьи: Лукас Кохмюллер Джадсон Риттер |
| 10 мин | Штраф                          | 10 мин                                              |                                                          | Судьи: Ян Грибик Тимоти Майер Линейные судьи: Лукас Кохмюллер Джадсон Риттер |
| |                                |                                                     |                                                          |                                                                              |
| | 32                             | Броски                                              | 14                                                       |                                                                              |

Полуфинал
| 23 февраля 2018 16:40 | Чехия | 0 : 3 (0:0, 0:2, 0:1) | Олимпийские спортсмены из России | Хоккейный центр Каннын Зрителей: 4330 |

| Отчёт | Отчёт                                    | Отчёт | Отчёт                          | Отчёт                                                                            |
| ----- | ---------------------------------------- | --- | ------------------------------ | -------------------------------------------------------------------------------- |
|       |                                          | |                                |                                                                                  |
|       | Павел Францоуз — 00:00-57:50 59:39-60:00 | Вратари | 00:00-60:00 — Василий Кошечкин | Судьи: Бретт Айверсон Марк Лемелин Линейные судьи: Джимми Дахмен Сакари Суоминен |
|       | Голы:                                    | |                                | Судьи: Бретт Айверсон Марк Лемелин Линейные судьи: Джимми Дахмен Сакари Суоминен |
|       | 0:1 0:2 0:3                              | 27:47 — Никита Гусев (П. Дацюк) 28:14 — Владислав Гавриков (И. Телегин, М. Григоренко) 59:39 — Илья Ковальчук (п.в.) (А. Зуб, А. Зубарев) |                                | Судьи: Бретт Айверсон Марк Лемелин Линейные судьи: Джимми Дахмен Сакари Суоминен |
|       |                                          | |                                | Судьи: Бретт Айверсон Марк Лемелин Линейные судьи: Джимми Дахмен Сакари Суоминен |
|       |                                          | |                                | Судьи: Бретт Айверсон Марк Лемелин Линейные судьи: Джимми Дахмен Сакари Суоминен |
|       |                                          | |                                | Судьи: Бретт Айверсон Марк Лемелин Линейные судьи: Джимми Дахмен Сакари Суоминен |
| 6 мин | Штраф                                    | 10 мин |                                | Судьи: Бретт Айверсон Марк Лемелин Линейные судьи: Джимми Дахмен Сакари Суоминен |
|       |                                          | |                                |                                                                                  |
|       | 31                                       | Броски | 22                             |                                                                                  |

Финал
| 25 февраля 2018 13:10 | Олимпийские спортсмены из России | 4 : 3 (ОТ) (1:0, 0:1, 2:2, 1:0) | Германия | Хоккейный центр Каннын Зрителей: 5075 |

| Отчёт | Отчёт                                      | Отчёт | Отчёт                            | Отчёт                                                                            |
| --- | ------------------------------------------ | --- | -------------------------------- | -------------------------------------------------------------------------------- |
| |                                            | |                                  |                                                                                  |
| | Василий Кошечкин — 00:00—58:37 59:04—69:40 | Вратари | 00:00—69:40 Данни аус ден Биркен | Судьи: Марк Лемелин Алекси Рантала Линейные судьи: Джимми Дахмен Сакари Суоминен |
| | Голы:                                      | |                                  | Судьи: Марк Лемелин Алекси Рантала Линейные судьи: Джимми Дахмен Сакари Суоминен |
| Вячеслав Войнов — 19:59 (Н.Гусев, К.Капризов) Никита Гусев — 53:21 (К.Капризов, П.Дацюк) Никита Гусев (мен.) — 59:04 (А.Зуб, К.Капризов) Кирилл Капризов (бол.) — 69:40 (В.Войнов, Н.Гусев) | 1:0 1:1 2:1 2:2 2:3 :3 4:3                 | 29:32 — Феликс Шютц (Б.Мацек, П.Хагер) 53:31 — Доминик Кахун (Ф.Мауэр, Я.Элиц) 56:44 — Йонас Мюллер (Ф.Хёрдлер, Я.Элиц) |                                  | Судьи: Марк Лемелин Алекси Рантала Линейные судьи: Джимми Дахмен Сакари Суоминен |
| |                                            | |                                  | Судьи: Марк Лемелин Алекси Рантала Линейные судьи: Джимми Дахмен Сакари Суоминен |
| |                                            | |                                  | Судьи: Марк Лемелин Алекси Рантала Линейные судьи: Джимми Дахмен Сакари Суоминен |
| |                                            | |                                  | Судьи: Марк Лемелин Алекси Рантала Линейные судьи: Джимми Дахмен Сакари Суоминен |
| 4 мин | Штраф                                      | 6 мин |                                  | Судьи: Марк Лемелин Алекси Рантала Линейные судьи: Джимми Дахмен Сакари Суоминен |
| |                                            | |                                  |                                                                                  |
| | 30                                         | Броски | 25                               |                                                                                  |

Итог: По результатам мужского хоккейного турнира сборная олимпийских спортсменов из России стала олимпийским чемпионом.

#### Женщины
Состав
| Номер | Имя                  | Хват  | Рост, см | Вес, кг | Дата рождения | Клуб                   | Игры | ПШ | КН   | %ОБ   |
| ----- | -------------------- | ----- | -------- | ------- | ------------- | ---------------------- | ---- | -- | ---- | ----- |
| 30    | Валерия Тараканова   | Левый | 183      | 89      | 20.06.1998    | СКИФ (Нижний Новгород) | 2    | 8  | 6,22 | 86,21 |
| 31    | Надежда Александрова | Левый | 172      | 63      | 03.01.1986    | Торнадо (Дмитров)      | 2    | 1  | 2,24 | 96,15 |
| 83    | Надежда Морозова     | Левый | 170      | 85      | 29.11.1996    | Бирюса (Красноярск)    | 5    | 16 | 3,75 | 88,49 |

| Номер | Имя                 | Позиция    | Хват   | Рост, см | Вес, кг | Дата рождения | Клуб                      | Игры | Шайбы | Передачи |
| ----- | ------------------- | ---------- | ------ | -------- | ------- | ------------- | ------------------------- | ---- | ----- | -------- |
| 2     | Ангелина Гончаренко | Защитник   | Левый  | 178      | 73      | 23.05.1994    | Торнадо (Дмитров)         | 6    | 0     | 0        |
| 10    | Людмила Белякова    | Нападающий | Левый  | 170      | 65      | 12.08.1994    | Торнадо (Дмитров)         | 6    | 1     | 2        |
| 11    | Лиана Ганеева       | Защитник   | Правый | 165      | 62      | 20.12.1997    | Арктик-Университет (Ухта) | 6    | 1     | 0        |
| 12    | Екатерина Лобова    | Защитник   | Правый | 167      | 64      | 25.10.1998    | Бирюса (Красноярск)       | 6    | 0     | 0        |
| 13    | Нина Пирогова       | Защитник   | Левый  | 173      | 68      | 26.01.1999    | Торнадо (Дмитров)         | 6    | 0     | 0        |
| 15    | Валерия Павлова     | Нападающий | Левый  | 179      | 82      | 15.04.1995    | Бирюса (Красноярск)       | 6    | 0     | 0        |
| 17    | Фануза Кадирова     | Нападающий | Левый  | 162      | 58      | 06.04.1998    | Арктик-Университет (Ухта) | 6    | 0     | 0        |
| 18    | Ольга Сосина        | Нападающий | Правый | 163      | 75      | 27.07.1992    | Агидель (Уфа)             | 6    | 2     | 0        |
| 22    | Мария Баталова      | Защитник   | Левый  | 173      | 67      | 03.05.1996    | Торнадо (Дмитров)         | 6    | 0     | 1        |
| 28    | Диана Канаева       | Нападающий | Левый  | 172      | 63      | 27.03.1997    | Динамо (Санкт-Петербург)  | 6    | 0     | 0        |
| 34    | Светлана Ткачёва    | Защитник   | Левый  | 169      | 56      | 03.11.1984    | Торнадо (Дмитров)         | 6    | 0     | 0        |
| 43    | Екатерина Лихачёва  | Нападающий | Левый  | 171      | 63      | 24.08.1998    | СКИФ (Нижний Новгород)    | 4    | 0     | 0        |
| 44    | Алёна Старовойтова  | Нападающий | Правый | 173      | 67      | 22.10.1999    | Торнадо (Дмитров)         | 6    | 0     | 0        |
| 59    | Елена Дергачёва     | Нападающий | Левый  | 159      | 55      | 08.11.1995    | Торнадо (Дмитров)         | 6    | 1     | 1        |
| 68    | Алевтина Штарёва    | Нападающий | Левый  | 173      | 67      | 09.02.1997    | Торнадо (Дмитров)         | 6    | 0     | 1        |
| 73    | Виктория Кулишова   | Нападающий | Левый  | 170      | 60      | 12.08.1999    | СКИФ (Нижний Новгород)    | 6    | 1     | 0        |
| 76    | Екатерина Николаева | защитник   | Правый | 167      | 65      | 05.10.1995    | Динамо (Санкт-Петербург)  | 6    | 0     | 0        |
| 88    | Екатерина Смолина   | Нападающий | Правый | 162      | 62      | 08.10.1988    | Динамо (Санкт-Петербург)  | 6    | 0     | 1        |
| 94    | Евгения Дюпина      | Нападающий | Левый  | 171      | 62      | 30.06.1994    | Динамо (Санкт-Петербург)  | 6    | 0     | 0        |
| 97    | Анна Шохина         | Нападающий | Правый | 170      | 69      | 23.06.1997    | Торнадо (Дмитров)         | 6    | 3     | 2        |

| Должность         | Имя                  | Гражданство | Дата рождения |
| ----------------- | -------------------- | ----------- | ------------- |
| Главный тренер    | Алексей Чистяков     | Россия      | 07.04.1968    |
| Ассистент тренера | Александр Ведерников | Россия      | 13.02.1970    |

Предварительный раунд
Группа A
|  | Команды, выходящие в полуфинал     |
|  | Команды, выходящие в четвертьфинал |

| М | Сборная                          | И | В | ВО | ПО | П | ШЗ | ШП | РШ  | О |
| - | -------------------------------- | - | - | -- | -- | - | -- | -- | --- | - |
| 1 | Канада                           | 3 | 3 | 0  | 0  | 0 | 11 | 2  | +9  | 9 |
| 2 | США                              | 3 | 2 | 0  | 0  | 1 | 9  | 3  | +6  | 6 |
| 3 | Финляндия                        | 3 | 1 | 0  | 0  | 2 | 7  | 8  | −1  | 3 |
| 4 | Олимпийские спортсмены из России | 3 | 0 | 0  | 0  | 3 | 1  | 15 | −14 | 0 |

Время местное (UTC+9).
| 11 февраля 2018 21:10 | Канада | 5 : 0 (0:0, 3:0, 2:0) | Олимпийские спортсмены из России | Университет Квандон, Каннын Зрителей: 3912 |

| Отчёт | Отчёт                            | Отчёт   | Отчёт                                                             | Отчёт                                                                                 |
| --- | -------------------------------- | ------- | ----------------------------------------------------------------- | ------------------------------------------------------------------------------------- |
| |                                  |         |                                                                   |                                                                                       |
| | Анн-Рене Десбайенс — 00:00-60:00 | Вратари | 00:00-50:44 — Надежда Морозова 50:44-60:00 — Надежда Александрова | Судьи: Николета Келарова Катарина Тимглас Линейные судьи: Йенни Хайккинен Лиза Линнек |
| | Голы:                            |         |                                                                   | Судьи: Николета Келарова Катарина Тимглас Линейные судьи: Йенни Хайккинен Лиза Линнек |
| Ребекка Джонстон — 21:55 (Б. Дженнер, Д. Саульни) Хейли Ирвин (бол.) — 24:13 (Р. Джонстон) Мелоди Дауст — 35:58 (М. Агоста, М.-Ф. Пулен) Ребекка Джонстон (бол.) — 48:41 (Б. Лаккет, М.-Ф. Пулен) Мелоди Дауст — 50:44 (М.-Ф. Пулен) | 1:0 2:0 3:0 4:0 5:0              |         |                                                                   | Судьи: Николета Келарова Катарина Тимглас Линейные судьи: Йенни Хайккинен Лиза Линнек |
| |                                  |         |                                                                   | Судьи: Николета Келарова Катарина Тимглас Линейные судьи: Йенни Хайккинен Лиза Линнек |
| |                                  |         |                                                                   | Судьи: Николета Келарова Катарина Тимглас Линейные судьи: Йенни Хайккинен Лиза Линнек |
| |                                  |         |                                                                   | Судьи: Николета Келарова Катарина Тимглас Линейные судьи: Йенни Хайккинен Лиза Линнек |
| 4 мин | Штраф                            | 14 мин  |                                                                   | Судьи: Николета Келарова Катарина Тимглас Линейные судьи: Йенни Хайккинен Лиза Линнек |
| |                                  |         |                                                                   |                                                                                       |
| | 48                               | Броски  | 18                                                                |                                                                                       |

| 13 февраля 2018 21:10 | США | 5 : 0 (1:0, 3:0, 1:0) | Олимпийские спортсмены из России | Университет Квандон, Каннын Зрителей: 3797 |

| Отчёт | Отчёт                       | Отчёт   | Отчёт                                                           | Отчёт                                                                                           |
| --- | --------------------------- | ------- | --------------------------------------------------------------- | ----------------------------------------------------------------------------------------------- |
| |                             |         |                                                                 |                                                                                                 |
| | Николь Хенсли — 00:00-60:00 | Вратари | 00:00-34:38 — Валерия Тараканова 34:38-60:00 — Надежда Морозова | Судьи: Габриэль Ариано-Лорти Габриэлла Гран Линейные судьи: Зузана Свободова Йоханна Тауриайнен |
| | Голы:                       |         |                                                                 | Судьи: Габриэль Ариано-Лорти Габриэлла Гран Линейные судьи: Зузана Свободова Йоханна Тауриайнен |
| Кейси Беллами — 08:02 (Ж. Ламурё-Дэвидсон, Ж. Марвин) Жоселин Ламурё-Дэвидсон — 31:46 (М. Ламурё-Морандо) Жоселин Ламурё-Дэвидсон — 31:52 Жизель Марвин — 34:38 (А. Пелки, М. Дагган) Ханна Брандт — 58:23 (Д. Камаранези, М. Келлер) | 1:0 2:0 3:0 4:0 5:0         |         |                                                                 | Судьи: Габриэль Ариано-Лорти Габриэлла Гран Линейные судьи: Зузана Свободова Йоханна Тауриайнен |
| |                             |         |                                                                 | Судьи: Габриэль Ариано-Лорти Габриэлла Гран Линейные судьи: Зузана Свободова Йоханна Тауриайнен |
| |                             |         |                                                                 | Судьи: Габриэль Ариано-Лорти Габриэлла Гран Линейные судьи: Зузана Свободова Йоханна Тауриайнен |
| |                             |         |                                                                 | Судьи: Габриэль Ариано-Лорти Габриэлла Гран Линейные судьи: Зузана Свободова Йоханна Тауриайнен |
| 2 мин | Штраф                       | 6 мин   |                                                                 | Судьи: Габриэль Ариано-Лорти Габриэлла Гран Линейные судьи: Зузана Свободова Йоханна Тауриайнен |
| |                             |         |                                                                 |                                                                                                 |
| | 50                          | Броски  | 13                                                              |                                                                                                 |

| 15 февраля 2018 16:40 | Олимпийские спортсмены из России | 1 : 5 (0:1, 0:2, 1:2) | Финляндия | Университет Квандон, Каннын Зрителей: 3353 |

| Отчёт                             | Отчёт                          | Отчёт | Отчёт                    | Отчёт                                                                       |
| --------------------------------- | ------------------------------ | --- | ------------------------ | --------------------------------------------------------------------------- |
|                                   |                                | |                          |                                                                             |
|                                   | Надежда Морозова — 00:00-60:00 | Вратари | 00:00-60:00 — Ноора Рятю | Судьи: Николь Хертрих Мелисса Скола Линейные судьи: Лиза Линник Жюстин Тодд |
|                                   | Голы:                          | |                          | Судьи: Николь Хертрих Мелисса Скола Линейные судьи: Лиза Линник Жюстин Тодд |
| Анна Шохина — 44:50 (Л. Белякова) | 0:1 0:2 0:3 1:3 1:4 1:5        | 17:47 — Мишель Карвинен (бол.) (Й. Хийрикоски) 20:20 — Мишель Карвинен (бол.) (Э. Нуутинен, Р. Вялиля) 39:08 — Рийкка Вялиля 52:49 — Миннамари Туоминен (бол.) (Й. Хийрикоски, П. Ниеминен) 55:33 — Петра Ниеминен |                          | Судьи: Николь Хертрих Мелисса Скола Линейные судьи: Лиза Линник Жюстин Тодд |
|                                   |                                | |                          | Судьи: Николь Хертрих Мелисса Скола Линейные судьи: Лиза Линник Жюстин Тодд |
|                                   |                                | |                          | Судьи: Николь Хертрих Мелисса Скола Линейные судьи: Лиза Линник Жюстин Тодд |
|                                   |                                | |                          | Судьи: Николь Хертрих Мелисса Скола Линейные судьи: Лиза Линник Жюстин Тодд |
| 8 мин                             | Штраф                          | 2 мин |                          | Судьи: Николь Хертрих Мелисса Скола Линейные судьи: Лиза Линник Жюстин Тодд |
|                                   |                                | |                          |                                                                             |
|                                   | 25                             | Броски | 37                       |                                                                             |

Четвертьфинал
| 17 февраля 2018 12:10 | Олимпийские спортсмены из России | 6 : 2 (1:0, 2:2, 3:0) | Швейцария | Университет Квандон, Каннын Зрителей: 3903 |

| Отчёт | Отчёт                          | Отчёт                                                                             | Отчёт                         | Отчёт                                                                                          |
| --- | ------------------------------ | --------------------------------------------------------------------------------- | ----------------------------- | ---------------------------------------------------------------------------------------------- |
| |                                |                                                                                   |                               |                                                                                                |
| | Надежда Морозова — 00:00-60:00 | Вратари                                                                           | 00:00-60:00 — Флоренс Шеллинг | Судьи: Николета Целарова Габриэлла Гран Линейные судьи: Шарлотта Жирар-Фабр Йоханна Тауриайнен |
| | Голы:                          |                                                                                   |                               | Судьи: Николета Целарова Габриэлла Гран Линейные судьи: Шарлотта Жирар-Фабр Йоханна Тауриайнен |
| Анна Шохина (мен.) – 07:22 Виктория Кулишова – 33:53 (Е. Смолина) Лиана Ганеева (бол.) – 38:53 (А. Шохина) Елена Дергачёва – 47:36 (А. Шохина) Анна Шохина (бол.) – 53:25 (Е. Дергачёва) Ольга Сосина (мен.), (п.в.) – 59:08 | 1:0 1:1 1:2 :2 3:2 4:2 5:2 6:2 | 20:48 – Алина Мюллер (К. Мейер) 31:47 – Лара Штальдер (бол.) (Ф. Станц, К. Мейер) |                               | Судьи: Николета Целарова Габриэлла Гран Линейные судьи: Шарлотта Жирар-Фабр Йоханна Тауриайнен |
| |                                |                                                                                   |                               | Судьи: Николета Целарова Габриэлла Гран Линейные судьи: Шарлотта Жирар-Фабр Йоханна Тауриайнен |
| |                                |                                                                                   |                               | Судьи: Николета Целарова Габриэлла Гран Линейные судьи: Шарлотта Жирар-Фабр Йоханна Тауриайнен |
| |                                |                                                                                   |                               | Судьи: Николета Целарова Габриэлла Гран Линейные судьи: Шарлотта Жирар-Фабр Йоханна Тауриайнен |
| 12 мин | Штраф                          | 8 мин                                                                             |                               | Судьи: Николета Целарова Габриэлла Гран Линейные судьи: Шарлотта Жирар-Фабр Йоханна Тауриайнен |
| |                                |                                                                                   |                               |                                                                                                |
| | 21                             | Броски                                                                            | 19                            |                                                                                                |

Полуфинал
| 19 февраля 2018 21:10 | Канада | 5:0 (1:0, 1:0, 3:0) | Олимпийские спортсмены из России | Хоккейный центр Каннын, Каннын Зрителей: 3396 |

| Отчёт | Отчёт                        | Отчёт   | Отчёт                                                               | Отчёт                                                                         |
| --- | ---------------------------- | ------- | ------------------------------------------------------------------- | ----------------------------------------------------------------------------- |
| |                              |         |                                                                     |                                                                               |
| | Шэннон Сабадош — 00:00-60:00 | Вратари | 00:00-42:30 — Валерия Тараканова 42:30-60:00 — Надежда Александрова | Судьи: Кэти Гуай Мелисса Школа Линейные судьи: Лиза Линнек Джоанна Тауриайнен |
| | Голы:                        |         |                                                                     | Судьи: Кэти Гуай Мелисса Школа Линейные судьи: Лиза Линнек Джоанна Тауриайнен |
| Дженнифер Уэйкфилд – 01:50 (Н. Спунер, Б. Тернбулл) Мари-Филип Пулен – 23:10 (М. Дауст) Дженнифер Уэйкфилд – 41:59 (Л. Фортино, Б. Тернбулл) Эмили Кларк – 42:30 (Л. Стейси, М. Миккелсон) Ребекка Джонстон (бол.) – 54:08 (М. Дауст, Х. Ирвин) | 1:0 2:0 3:0 4:0 5:0          |         |                                                                     | Судьи: Кэти Гуай Мелисса Школа Линейные судьи: Лиза Линнек Джоанна Тауриайнен |
| |                              |         |                                                                     | Судьи: Кэти Гуай Мелисса Школа Линейные судьи: Лиза Линнек Джоанна Тауриайнен |
| |                              |         |                                                                     | Судьи: Кэти Гуай Мелисса Школа Линейные судьи: Лиза Линнек Джоанна Тауриайнен |
| |                              |         |                                                                     | Судьи: Кэти Гуай Мелисса Школа Линейные судьи: Лиза Линнек Джоанна Тауриайнен |
| 4 мин | Штраф                        | 16 мин  |                                                                     | Судьи: Кэти Гуай Мелисса Школа Линейные судьи: Лиза Линнек Джоанна Тауриайнен |
| |                              |         |                                                                     |                                                                               |
| | 47                           | Броски  | 14                                                                  |                                                                               |

Матч за 3-е место
| 21 февраля 2018 16:40 | Финляндия | 3 : 2 (1:0, 2:1, 0:1) | Олимпийские спортсмены из России | Университет Квандон, Каннын Зрителей: 3217 |

| Отчёт | Отчёт                    | Отчёт                                                                                        | Отчёт                         | Отчёт                                                                               |
| --- | ------------------------ | -------------------------------------------------------------------------------------------- | ----------------------------- | ----------------------------------------------------------------------------------- |
| |                          |                                                                                              |                               |                                                                                     |
| | Ноора Рятю — 00:00-60:00 | Вратари                                                                                      | 00:00-59:50 —Надежда Морозова | Судьи: Дина Аллен Габриэль Ариано-Лорти Линейные судьи: Джессика Леклер Жюстин Тодд |
| | Голы:                    |                                                                                              |                               | Судьи: Дина Аллен Габриэль Ариано-Лорти Линейные судьи: Джессика Леклер Жюстин Тодд |
| Петра Ниеминен (бол.) — 02:23 (М. Туоминен, С. Тапани) Сусанна Тапани — 20:10 (М. Карвинен) Линда Вялимяки — 32:18 (В. Хови) | 1:0 2:0 2:1 3:1 3:2      | 22:40 — Ольга Сосина (Л. Белякова) 46:03 — Людмила Белякова (бол.) (М. Баталова, А. Штарёва) |                               | Судьи: Дина Аллен Габриэль Ариано-Лорти Линейные судьи: Джессика Леклер Жюстин Тодд |
| |                          |                                                                                              |                               | Судьи: Дина Аллен Габриэль Ариано-Лорти Линейные судьи: Джессика Леклер Жюстин Тодд |
| |                          |                                                                                              |                               | Судьи: Дина Аллен Габриэль Ариано-Лорти Линейные судьи: Джессика Леклер Жюстин Тодд |
| |                          |                                                                                              |                               | Судьи: Дина Аллен Габриэль Ариано-Лорти Линейные судьи: Джессика Леклер Жюстин Тодд |
| 8 мин | Штраф                    | 35 мин                                                                                       |                               | Судьи: Дина Аллен Габриэль Ариано-Лорти Линейные судьи: Джессика Леклер Жюстин Тодд |
| |                          |                                                                                              |                               |                                                                                     |
| | 22                       | Броски                                                                                       | 22                            |                                                                                     |

Итог: по результатам женского хоккейного турнира сборная Олимпийских спортсменов из России заняла 4-е место.

## Ограничение на использование национальной символики
Спортсменам-олимпийцам из России решением МОК от 5 декабря 2017 года было запрещено использовать флаг и герб России во время соревнований, в том числе запрещено принимать флаг от болельщиков в случае победы. Однако болельщики имеют право приходить на соревнования с национальным флагом при условии, что это не «будет происходить в формате организованной политической демонстрации». СМИ сообщали, что не все спортсмены перед вылетом на Олимпиаду были обеспечены комплектами нейтральной формы и некоторым пришлось использовать старую форму с заклеенной национальной атрибутикой.

## Отказы от участия
Конькобежка Ольга Граф стала единственной официальной спортсменкой, утверждённой в составе сборной спортсменов-олимпийцев из России, но отказавшейся от участия в Олимпиаде. Причина отказа — невозможность участия в командной гонке преследования, к победе в которой она готовилась. Ещё раньше об отказе от участия в Играх и включении в заявку заявил лыжник Никита Крюков.

## Допинговый скандал
Обе допинг-пробы бронзового призёра в кёрлинге Александра Крушельницкого оказались положительными. Спортивный арбитражный суд по просьбе МОК начал официальное расследование. После этого Федерация кёрлинга России заявила, что найдёт адвокатов для защиты Александра. 21 февраля Крушельницкий отказался от проведения слушаний в Спортивном арбитражном суде. ФКР объявила, что он будет лишён медали. 22 февраля Спортивный арбитражный суд (CAS) официально лишил Крушельницкого, а соответственно и его жену Брызгалову бронзы Олимпиады-2018.
Допинг-проба бобслеистки Надежды Сергеевой также оказалась положительной. В ней был обнаружен триметазидин. Спортивный арбитражный суд дисквалифицировал Сергееву и аннулировал её результаты в соревновании.